# Liste der Biografien/Fei
Liste der Biografien |
Portal Biografien |
Personensuche
# |
A |
B |
C |
D |
E |
F |
G |
H |
I |
J |
K |
L |
M |
N |
O |
P |
Q |
R |
S |
T |
U |
V |
W |
X |
Y |
Z |
?
 
Fa |
Fe |
Ff |
Fh |
Fi |
Fj |
Fk |
Fl |
Fm |
Fn |
Fo |
Fr |
Ft |
Fu |
Fy
 
Fea |
Feb |
Fec |
Fed |
Fee |
Fef |
Feg |
Feh |
Fei |
Fej |
Fek |
Fel |
Fem |
Fen |
Feo |
Fer |
Fes |
Fet |
Feu |
Fev |
Few |
Fey |
Fez
Die Liste der Biografien führt alle Personen auf, die in der deutschsprachigen Wikipedia einen Artikel haben. Dieses ist eine Teilliste mit 560 Einträgen von Personen, deren Namen mit den Buchstaben „Fei“ beginnt.

## Fei
- Fei Dao (* 1983), chinesischer Science-Fiction- und Fantasy-Schriftsteller und Hochschullehrer
- Fei Junlong (* 1965), chinesischer Taikonaut
- Fei Xiaotong (1910–2005), chinesischer Soziologe, Anthropologe und Ethnologe
- Fei Xin, chinesischer Verfasser eines Reiseberichtes
- Fei, Alessandro (* 1978), italienischer Volleyballspieler
- Fei, Bao Xian (* 1983), niederländischer Wushu-Kämpfer und -Trainer chinesischer Herkunft
- Fei, James (* 1974), US-amerikanischer Musiker und Komponist
- Fei, Liwei (* 2003), chinesischer Schwimmer
- Fei, Mu (1906–1951), chinesischer Filmregisseur und Drehbuchautor
- Fei, Paolo di Giovanni (1345–1411), italienischer Maler
- Fei, Xiang (* 1998), chinesischer Zehnkämpfer
- Fei, Yi († 253), chinesischer Beamter der Shu Han zur Zeit der drei Reiche im alten China

### Feib
- Feibel, Albrecht (1940–2011), deutscher Politiker (CDU), MdL, MdB
- Feibel, Thomas (* 1962), deutscher Journalist
- Feibelman, Peter J. (* 1942), US-amerikanischer Physiker
- Feibert, Petra (1958–2010), deutsche Schachspielerin
- Feibusch, Hans (1898–1998), deutscher Maler im britischen Exil (seit 1933)

### Feic
- Feicht, Andreas (* 1971), deutscher Manager und StaatssekretärAndreas Feicht (* 1971)

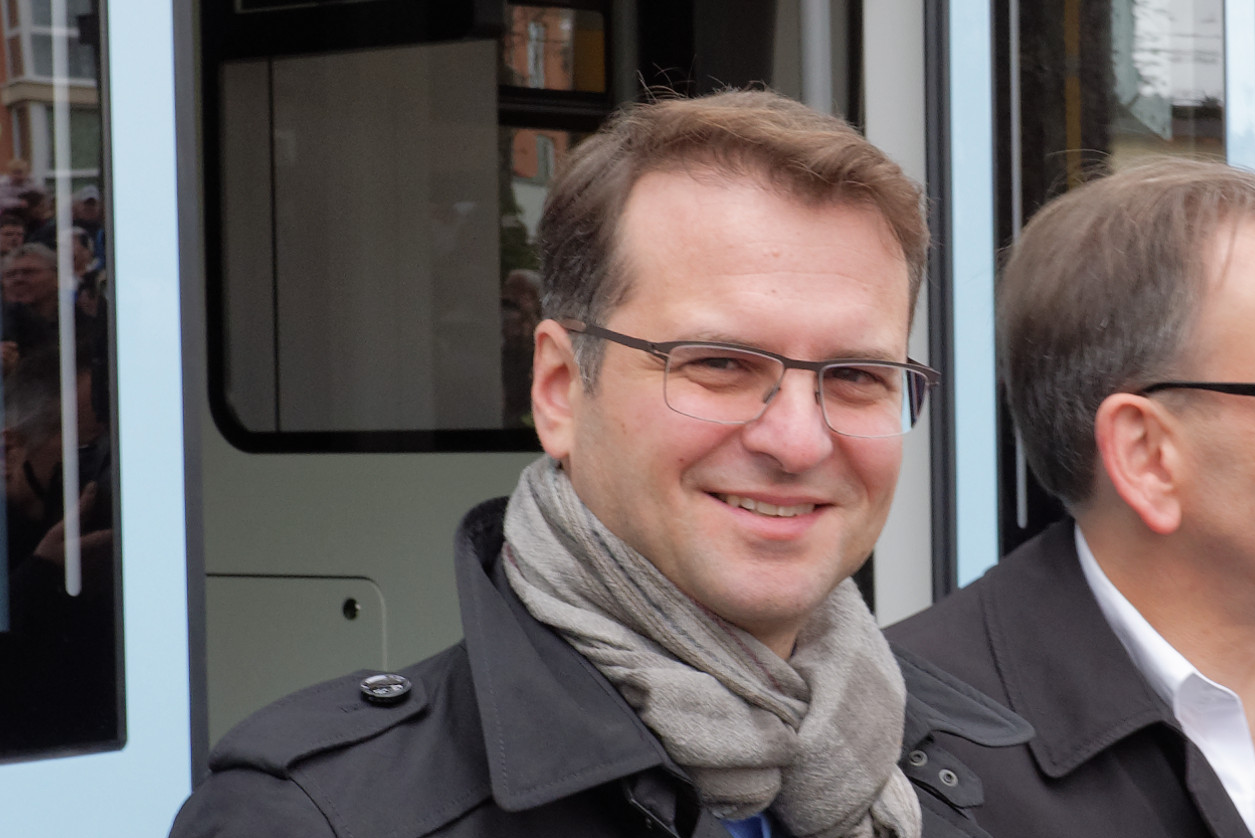
Andreas Feicht (* 1971)

- Feicht, Hieronim (1894–1967), polnischer Musikwissenschaftler, Komponist und Musikpädagoge
- Feicht, Sebastian (* 1973), deutscher Schauspieler
- Feichtenbeiner, Michael (* 1960), deutscher Fußballtrainer
- Feichter, Arthur (* 1943), italienischer Politiker (SVP)
- Feichter, Harald (* 1981), österreichischer Fußballspieler
- Feichter, Reinhold (* 1952), österreichischer Skilangläufer
- Feichter, Walter (* 1974), italienischer Snowboarder
- Feichtinger, Andreas (* 1978), österreichischer Fußballspieler und -trainer
- Feichtinger, Andreas (* 1983), österreichischer Fußballschiedsrichter
- Feichtinger, Christian (1956–2025), österreichischer Bühnenbildner, Maler und Schriftsteller
- Feichtinger, Dietmar (* 1961), österreichischer Architekt
- Feichtinger, Elisabeth (* 1987), österreichische Politikerin (SPÖ)
- Feichtinger, Georg (1899–1971), deutscher Schriftsteller und Privatgelehrter
- Feichtinger, Hans Georg (* 1951), österreichischer Mathematiker
- Feichtinger, Johannes (* 1967), österreichischer Historiker
- Feichtinger, Klaus Uwe (* 1970), österreichischer Geschäftsführer und Politiker (SPÖ), Abgeordneter zum Nationalrat
- Feichtinger, Sebastian (* 1992), österreichischer Handballspieler
- Feichtinger, Thomas (* 1946), österreichischer Sachbuchautor
- Feichtinger, Walter (* 1956), österreichischer Offizier und PolitikwissenschaftlerWalter Feichtinger (* 1956)

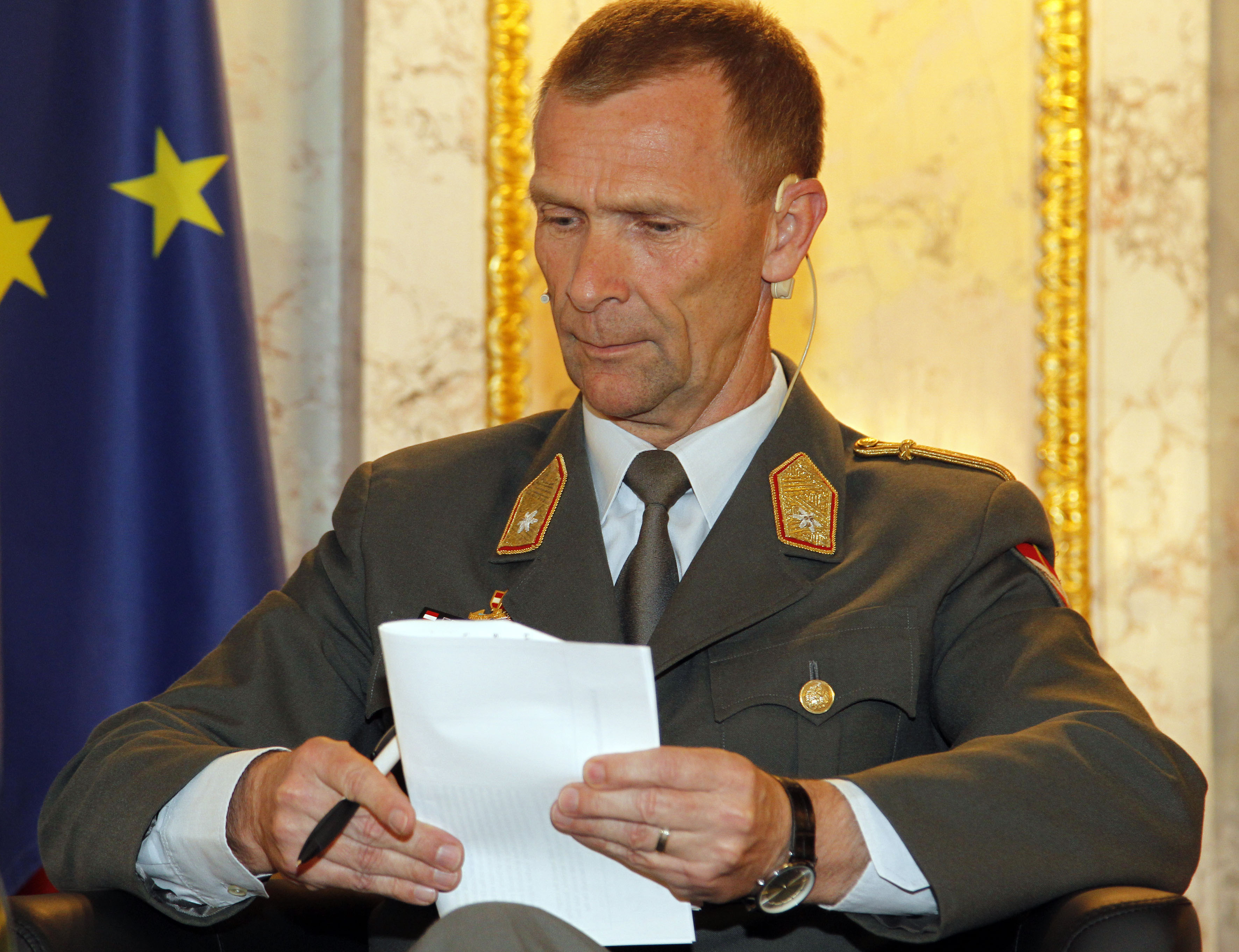
Walter Feichtinger (* 1956)

- Feichtinger, Wilfried (1950–2021), österreichischer Gynäkologe
- Feichtinger-Zimmermann, Barbara (* 1963), österreichische Altphilologin
- Feichtlbauer, Hans (1879–1957), österreichischer Architekt
- Feichtlbauer, Hubert (1932–2017), österreichischer Journalist und Buchautor
- Feichtmair, Sebastian (* 1957), deutscher Sozial- und Wirtschaftswissenschaftler
- Feichtmair, Tanja (* 1972), österreichische Jazz- und Improvisationsmusikerin (Altsaxophon, Bassklarinette, Komposition)
- Feichtmayer, Rudolf (1902–1972), österreichischer Opernsänger (Bariton)
- Feichtmayr, Caspar, deutscher Baumeister, Mitbegründer der Wessobrunner Schule
- Feichtmeier, Christiane (* 1973), deutsche Politikerin (SPD), MdL
- Feichtmeier, Leo (1933–2025), deutscher römisch-katholischer Priester und Gegner der Wiederaufarbeitungsanlage Wackersdorf
- Feichtner, Anton (* 1942), deutscher Volksschauspieler
- Feichtner, Barbara (* 1982), österreichische Biathletin und Skilangläuferin
- Feichtner, Dieter (1943–1999), österreichischer Synthesizerspieler und Komponist
- Feichtner, Edgar (* 1956), deutscher Wirtschaftswissenschaftler und Hochschullehrer sowie Blasmusiker
- Feichtner, Isabel (* 1974), deutsche Rechtswissenschaftlerin und Hochschullehrerin
- Feichtner, Marianne, deutsche Eisstockschützin
- Feichtner, Thomas (* 1970), österreichischer Industriedesigner
- Feichtner-Kozlov, Dmitry (* 1972), deutsch-russischer Mathematiker
- Feick, Arne (* 1988), deutscher Fußballspieler
- Feick, Ernst (1911–2007), deutscher Sportfunktionär; DHB-Präsident
- Feick, Gustav (1904–1983), deutscher Volkswirt und Politiker (SPD), MdL
- Feick, Otto (1890–1959), Erfinder des RhönradsOtto Feick (1890–1959)

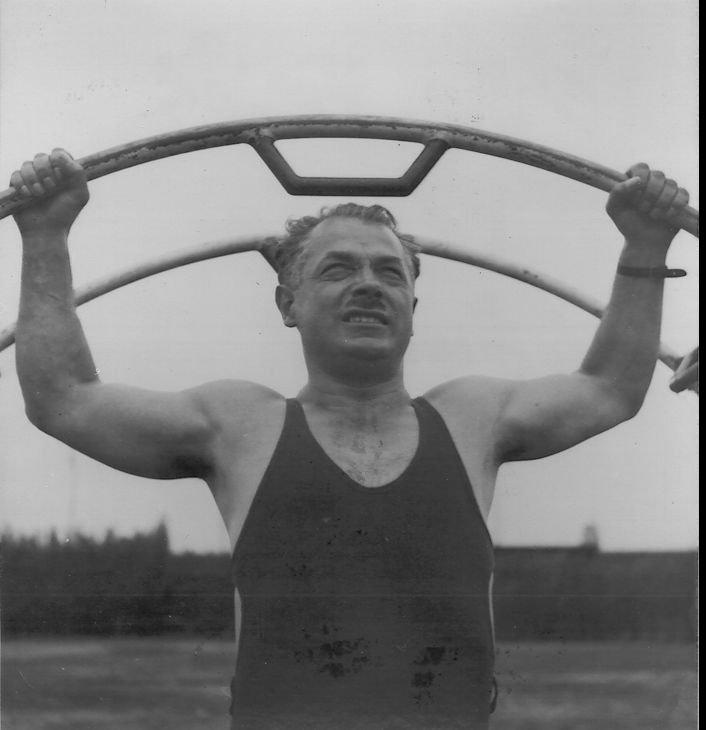
Otto Feick (1890–1959)

- Feick, Rudolf (* 1900), deutscher Politiker (NSDAP), MdR, MdL
- Feick, Volker (* 1939), deutscher Politiker (CDU), MdL
- Feicke, Bernd (1950–2016), deutscher Wirtschaftswissenschaftler, Regionalhistoriker
- Feicke, Tim Oliver (* 1970), deutscher Cartoonist
- Feicken, Hille († 1534), niederländische Täuferin
- Feickert, Andreas (1910–1977), deutscher nationalsozialistischer Studentenfunktionär

### Feid
- Feid (* 1992), kolumbianischer Sänger und SongwriterFeid (* 1992)

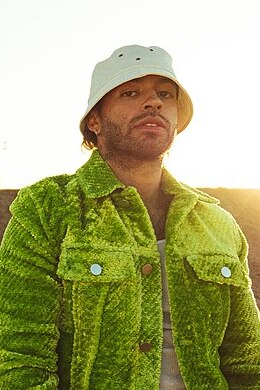
Feid (* 1992)

- Feid, Anatol (1942–2002), deutscher Priester des Dominikanerordens und Schriftsteller
- Feid, Josef (1806–1870), österreichischer Maler
- Feidel-Mertz, Hildegard (1930–2013), deutsche Erziehungswissenschaftlerin
- Feiden, Karl (* 1934), deutscher Apotheker und Lebensmittelchemiker, Buchautor
- Feiden, Martin († 1675), Abt der Benediktinerabtei Sankt Matthias in Trier
- Feiden, Nico (* 1993), deutscher Autor und Lyriker
- Feiden, Wally (* 1940), deutsche Politikerin (SPD), Bürgermeisterin von Bad Honnef
- Feidenhans’l, Robert (* 1958), dänischer Physiker und Wissenschaftsmanager der europäischen Großforschung
- Feidler, Francis (* 1950), belgischer Künstler und Ausstellungskurator
- Feidler, Gustav (1886–1940), deutscher Schauspieler
- Feidman, Giora (* 1936), argentinischer KlarinettistGiora Feidman (* 1936)

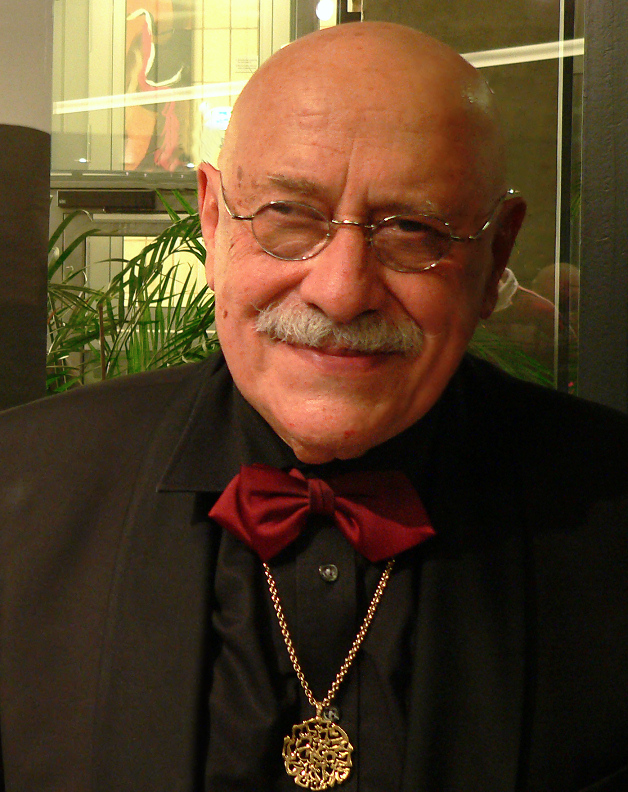
Giora Feidman (* 1936)

- Feidt, Claude (1936–2020), französischer Geistlicher, römisch-katholischer Bischof

### Feie
- Feierabend, Ambrosius, Geistlicher und Reformator
- Feierabend, August (1812–1887), Schweizer Mediziner und Schriftsteller
- Feierabend, Denise (* 1989), Schweizer Skirennfahrerin
- Feierabend, Franz (1885–1964), Schweizer Akkordeon- und Schwyzerörgelispieler und Komponist
- Feierabend, Fritz (1908–1978), Schweizer Bobsportler
- Feierabend, Harald (* 1967), deutscher Triathlet
- Feierabend, Hartmann († 1512), Geistlicher und Humanist
- Feierabend, Hermann (1928–1995), Schweizer Maler und Grafiker
- Feierabend, Ines (* 1965), deutsche Politikerin (Die Linke) und Staatssekretärin
- Feierabend, Johannes († 1508), Schweizer Geistlicher, Abt
- Feierabend, Karel (1861–1945), tschechoslowakischer Hochschullehrer, Gegner des Nationalsozialismus und Häftling im KZ Dachau
- Feierabend, Ladislav Karel (1891–1969), Justiz-, Landwirtschafts- und Finanzminister der Tschechoslowakei
- Feierabend, Margaret, US-amerikanische Lokalpolitikerin
- Feierabend, Niklas (1997–2016), deutscher Fußballspieler
- Feierabend, Rudolph, Geistlicher und Klosterschreiber im Kloster Kaisheim
- Feierabend, Ulrich, Schweizer Holzschnitzer
- Feiereis, Konrad (1931–2012), deutscher römisch-katholischer Theologe
- Feiereis, Max (1882–1960), deutscher Militärmusiker, Musikdirektor und Dirigent
- Feierfeil, Schorsch (* 1986), österreichischer Karikaturist, Illustrator und Animator
- Feierle, Franz (1861–1926), österreichischer Politiker, Landtagsabgeordneter zum Vorarlberger Landtag
- Feierle, Heinz (1927–2018), österreichischer Politiker (ÖVP), Landtagsabgeordneter zum Vorarlberger Landtag
- Feiersinger, Denise (* 1990), österreichische Biathletin
- Feiersinger, Kevin (* 1992), deutscher Fußballspieler
- Feiersinger, Laura (* 1993), österreichische FußballspielerinLaura Feiersinger (* 1993)

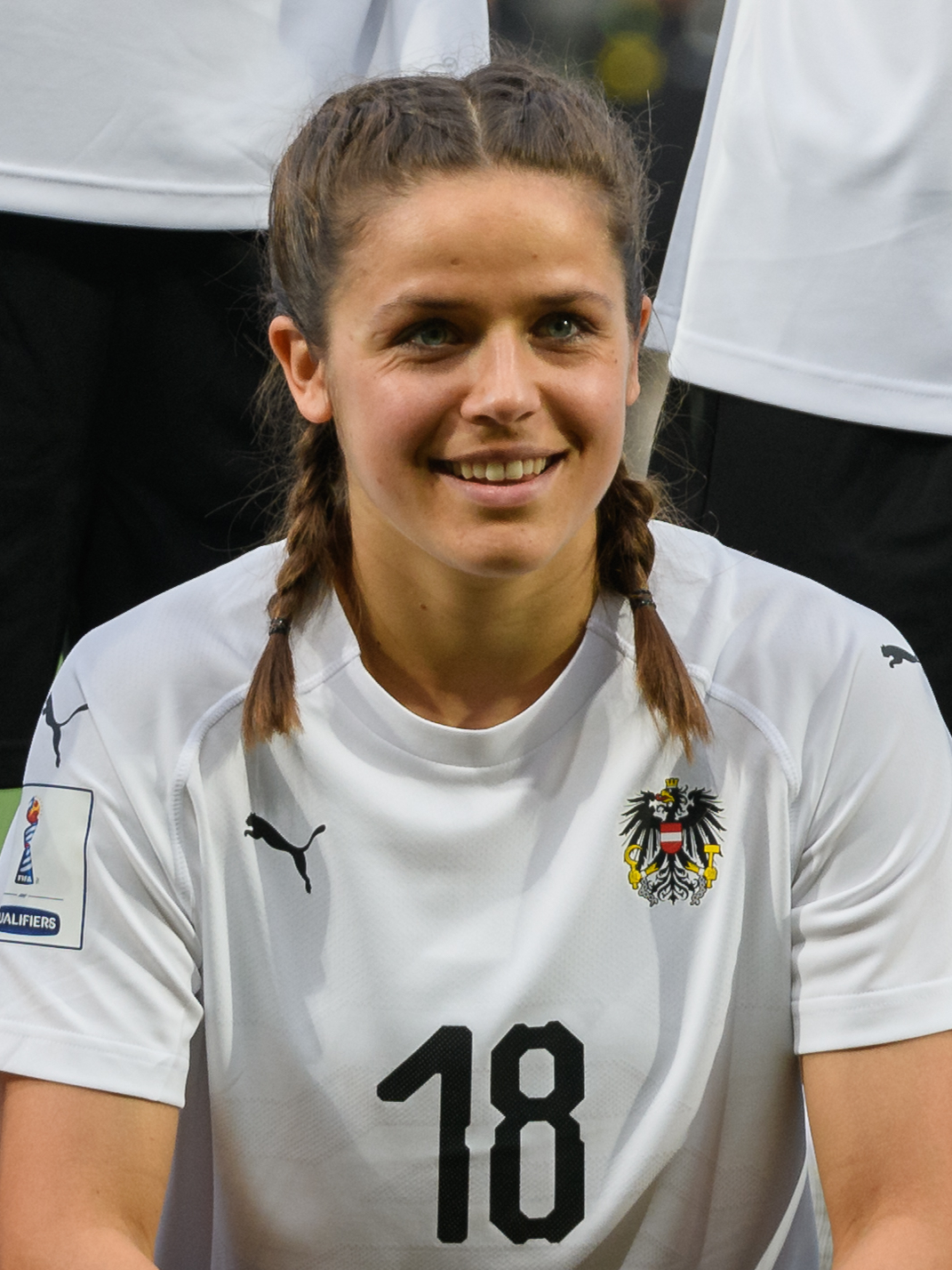
Laura Feiersinger (* 1993)

- Feiersinger, Werner (* 1966), österreichischer Bildhauer
- Feiersinger, Wolfgang (* 1965), österreichischer Fußballspieler und -trainer
- Feierstein, Paul (1903–1963), luxemburgischer Fußballspieler und -trainer
- Feiertag, Gertrud (1890–1943), deutsche Reformpädagogin
- Feiertag, Karl (1874–1944), österreichischer Maler
- Feiertag, Stefan (* 2001), österreichischer Fußballspieler

### Feif
- Feifalik, Franziska (1842–1911), österreichische Friseurin und enge Vertraute der Kaiserin Elisabeth von Österreich-Ungarn
- Feifalik, Julius (1833–1862), böhmischer Germanist und Slawist
- Feifar, Oskar (* 1967), österreichischer Kriminalschriftsteller
- Feifel, Achim (* 1964), deutscher Fußballtrainer
- Feifel, Erich (1925–2003), deutscher römisch-katholischer Theologe, Religionspädagoge und Universitätsprofessor
- Feifel, Eugen (1902–1999), deutscher China-Missionar der Steyler Missionare und Sinologe
- Feifel, Gernot (1935–2019), deutscher Chirurg und Hochschullehrer
- Feifel, Julian (* 1966), deutscher Musikproduzent, Komponist, Gitarrist und Sänger
- Feifel, Martin (* 1964), deutscher SchauspielerMartin Feifel (* 1964)

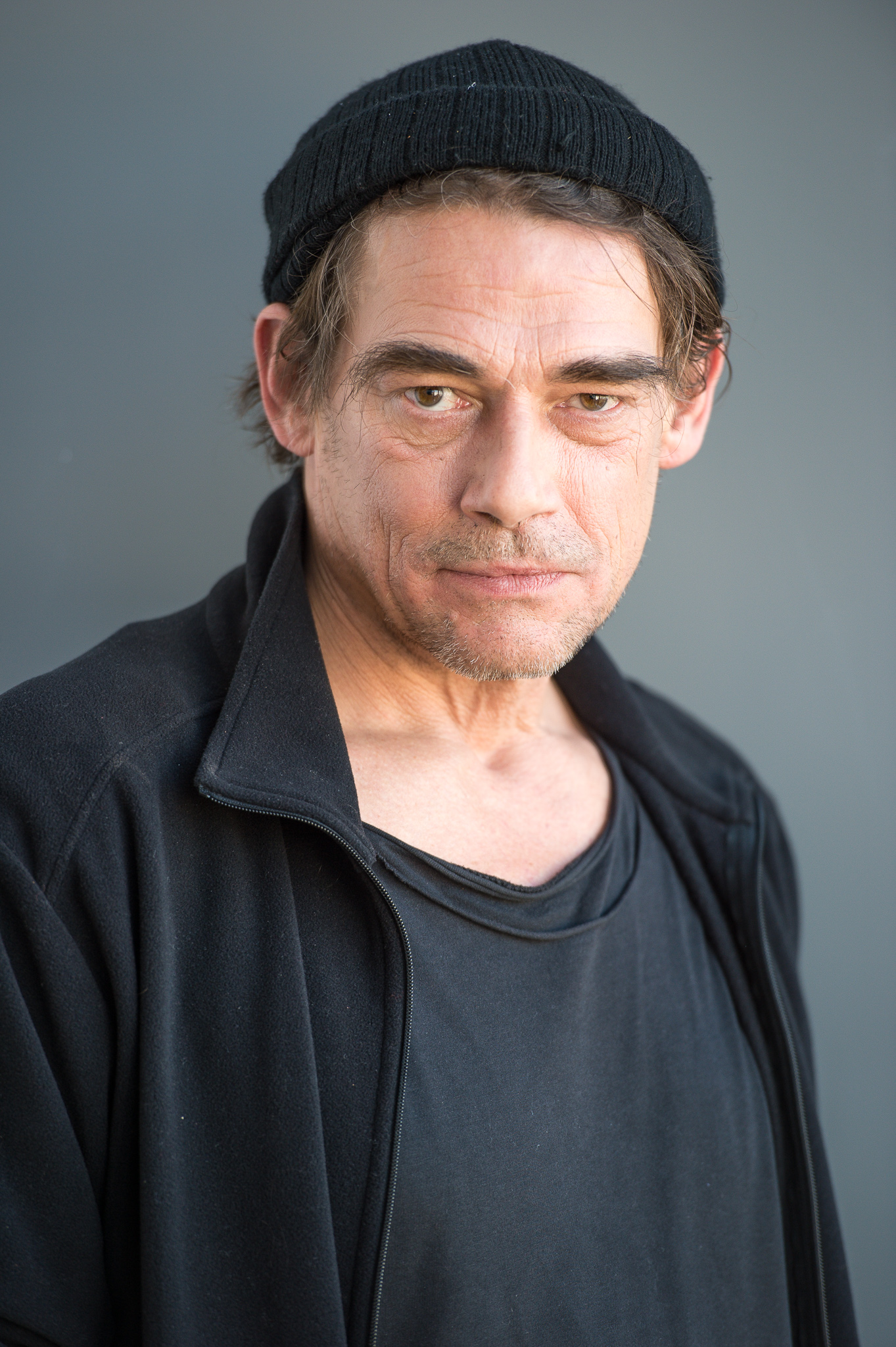
Martin Feifel (* 1964)

- Feifer, Waldemar (* 1983), deutsch-russischer Filmregisseur, Filmeditor, Stuntman, Kameramann und Schauspieler
- Feiffer, Halley (* 1985), US-amerikanische Schauspielerin
- Feiffer, Jules (1929–2025), US-amerikanischer Comic-Strip-Karikaturist
- Feiffer, Peter (1934–2017), deutscher Forscher und Erfinder in der Agrarwissenschaft
- Feifke, Steven (* 1991), amerikanischer Jazzmusiker (Piano, Komposition) und Bigband-Leader

### Feig
- Feig, Georg (1899–1970), deutscher SA- und Volkssturmführer
- Feig, Paul (* 1962), US-amerikanischer Regisseur, Drehbuchautor, Produzent und SchauspielerPaul Feig (* 1962)

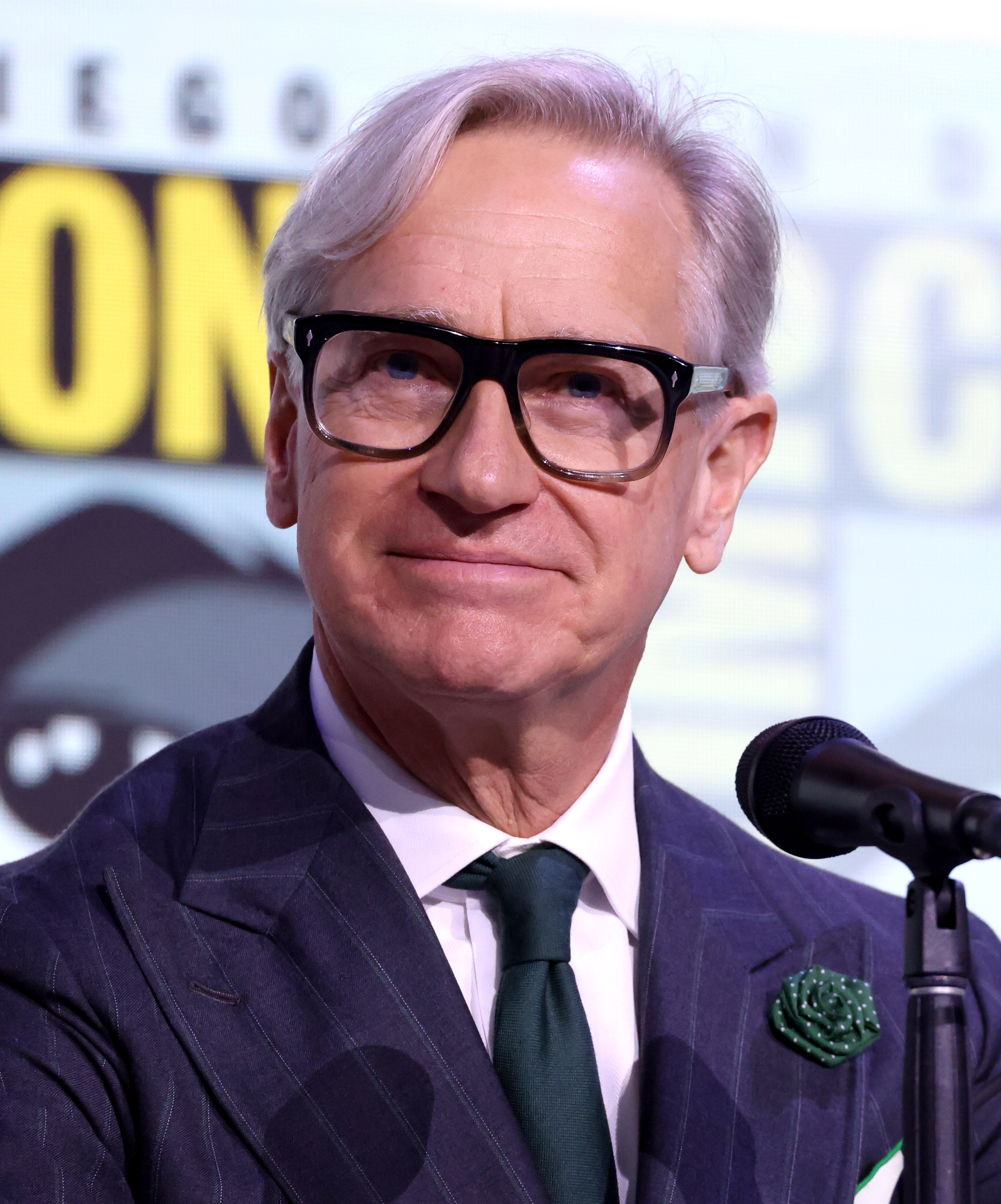
Paul Feig (* 1962)

- Feig, Rainer (* 1941), deutscher Physiker, Informatiker und Politiker (SPD), MdL Sachsen
- Feig, Sigalit (* 1971), israelische Sängerin, Schauspielerin und Tänzerin
- Feige, Auguste († 1838), deutsche Theaterschauspielerin und Opernsängerin
- Feige, Axel (* 1941), deutscher Gynäkologe
- Feige, Axel (* 1988), deutscher Musiker und Sänger
- Feige, Burkhard (* 1972), deutscher Filmregisseur und Drehbuchautor
- Feige, Charlotte (1788–1858), deutsche Theaterschauspielerin
- Feige, Daniel Martin (* 1976), deutscher Philosoph (Ästhetik)
- Feige, Gerhard (* 1951), deutscher Geistlicher, römisch-katholischer Bischof von Magdeburg
- Feige, Hans (1880–1953), deutscher General der Infanterie im Zweiten Weltkrieg
- Feige, Jasmin (1959–1988), deutsche Weit- und Hochspringerin
- Feige, Johann (1482–1543), hessischer Kanzler
- Feige, Johann Christian (1689–1751), deutscher Bildhauer und Bildschnitzer
- Feige, Johann Christian der Jüngere (1720–1788), deutscher Bildhauer
- Feige, Johann Ferdinand der Ältere (1733–1783), deutscher Bildhauer
- Feige, Johann Ferdinand der Jüngere (1766–1827), deutscher Bildhauer
- Feige, Johann Friedrich (1726–1788), deutscher Bildhauer
- Feige, Johannes (1931–2021), deutscher Künstler
- Feige, Karl (1780–1862), deutscher Theaterschauspieler, Theaterregisseur, Dramaturg und Theaterintendant
- Feige, Karl (1905–1992), deutscher Sportwissenschaftler
- Feige, Kevin (* 1973), US-amerikanischer FilmproduzentKevin Feige (* 1973)

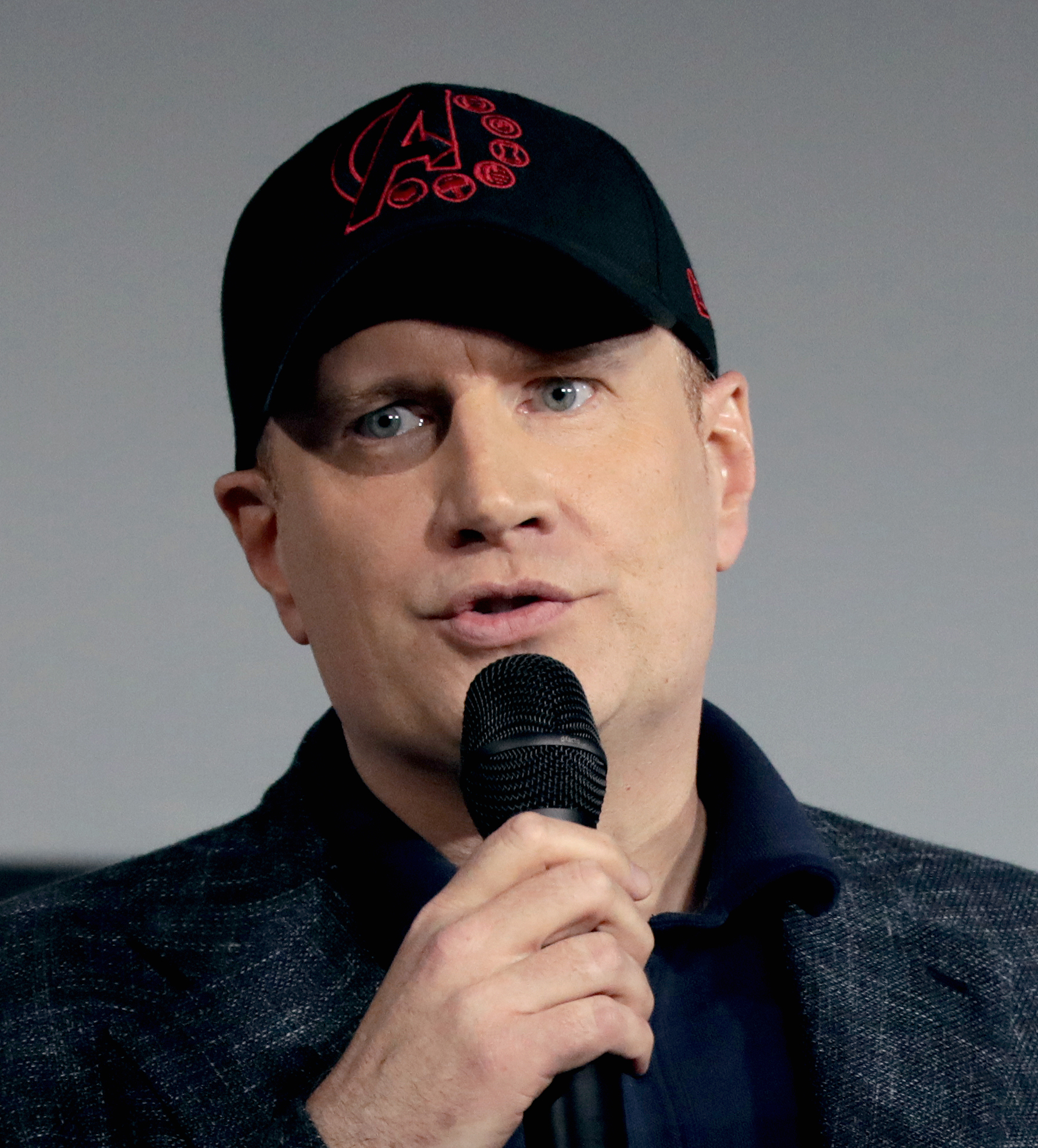
Kevin Feige (* 1973)

- Feige, Klaus-Dieter (* 1950), deutscher Politiker (Bündnis 90/Die Grünen), MdB
- Feige, Marcel (* 1971), deutscher Schriftsteller
- Feige, Otto (1882–1951), deutscher Admiral
- Feige, Saskia (* 1997), deutsche Geherin
- Feige, Uriel (* 1959), israelischer Informatiker
- Feige, Wilhelm (1911–1969), kommunistischer Politiker (KPD), MdL
- Feige, Wolfgang (* 1931), deutscher Fachmethodiker für Staatsbürgerkunde
- Feige, Wolfgang (* 1949), deutscher Fußballspieler
- Feigel, August (1880–1966), deutscher Kunsthistoriker und Museumsdirektor
- Feigel, August Friedrich (* 1874), deutscher Diplomat
- Feigel, Franz (1816–1858), Landtagsabgeordneter Großherzogtum Hessen
- Feigel, Ignatz (1855–1922), deutscher oldenburgischer Politiker
- Feigel, Karl (* 1878), deutscher Verwaltungsjurist, Bezirksamtsvorstand und Verwaltungsgerichtsdirektor
- Feigel, Peter Christian (* 1966), deutscher Dirigent
- Feigel, Sigi (1921–2004), Schweizer Rechtsanwalt, der sich gegen Antisemitismus engagierte
- Feigelson, Jewa Michailowna (1915–2010), sowjetische bzw. russische Physikerin
- Feigelson, Josef (* 1954), lettischer Cellist
- Feigen, Hanns (* 1949), deutscher Rechtsanwalt und Strafverteidiger
- Feigen, Jimmy (* 1989), US-amerikanischer Schwimmer
- Feigenbaum, Armand V. (1920–2014), US-amerikanischer Wissenschaftler
- Feigenbaum, Aryeh (1885–1981), österreichisch-israelischer Ophthalmologe, Sachbuchautor und Zionist
- Feigenbaum, Dorian (1887–1937), österreichisch-US-amerikanischer Psychiater und Psychoanalytiker
- Feigenbaum, Edward (* 1936), US-amerikanischer Informatiker
- Feigenbaum, Joan (* 1958), US-amerikanische Informatikerin, Mathematikerin und Hochschullehrerin
- Feigenbaum, Mitchell (1944–2019), US-amerikanischer Physiker und ChaosforscherMitchell Feigenbaum (1944–2019)

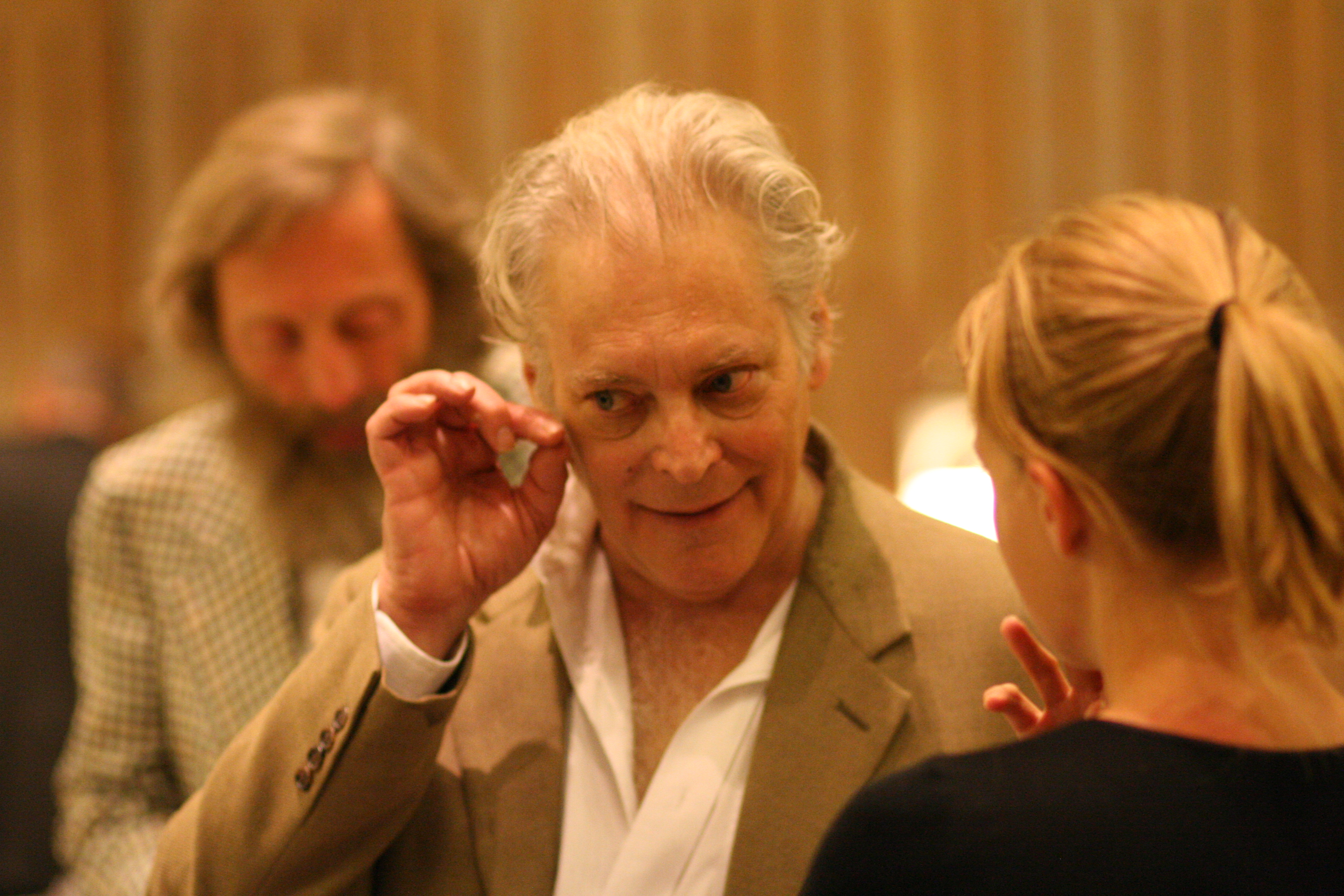
Mitchell Feigenbaum (1944–2019)

- Feigenberg, Carla (* 1994), dänische Schauspielerin, Regisseurin und Drehbuchautorin
- Feigenbutz, Leopold (1827–1904), deutscher Heimatforscher im Kraichgau
- Feigenbutz, Vincent (* 1995), deutscher Boxer
- Feigenspan, Eckehard (* 1935), deutscher Fußballspieler
- Feigenspan, Marc (* 1962), deutscher Musiker und freischaffender Künstler
- Feigenspan, Mike (* 1995), deutscher Fußballspieler
- Feigenwinter, Ernst (1853–1919), Schweizer Politiker (Katholisch-Konservative)
- Feigenwinter, Gunild (* 1940), deutsche Schriftstellerin, freie Publizistin und Verlagslektorin
- Feigenwinter, Hans (* 1965), Schweizer Jazzmusiker (Piano, Komposition)
- Feigenwinter, Martin (* 1970), Schweizer Eisschnellläufer
- Feiger, Robert (* 1962), deutscher Gewerkschaftsvorsitzender (IG Bauen-Agrar-Umwelt)
- Feigerle, Ignaz (1795–1863), österreichischer katholischer Theologe, Bischof von St. Pölten
- Feighan, Ed (* 1947), US-amerikanischer Politiker (Demokratische Partei)
- Feighan, Frank (* 1962), irischer Politiker
- Feighan, Michael A. (1905–1992), US-amerikanischer Politiker (Demokratische Partei)
- Feighner, J. W. (1916–2004), US-amerikanischer Manager und Politiker
- Feigin, Boris Lwowitsch (* 1953), russischer Mathematiker
- Feigin, Dov (1907–2000), ukrainisch-israelischer Bildhauer
- Feigin, Leo (* 1938), britischer Musikproduzent und Radiomoderator sowjetischer Herkunft
- Feigin, Mishone (* 1990), US-amerikanischer Schauspieler
- Feigins, Isaks (* 1915), lettischer Fußballspieler
- Feigl, Benedikt (* 1988), deutscher Modellflugpilot
- Feigl, Erich (1931–2007), österreichischer Journalist, Publizist und Dokumentarfilmer
- Feigl, Ernst (1887–1957), tschechischer Journalist deutscher Sprache
- Feigl, Ferdinand (1898–1961), österreichischer Fußballspieler
- Feigl, Franz (* 1970), deutscher Kommunalpolitiker (CSU)
- Feigl, Friedrich (1884–1965), deutsch-jüdischer Maler in Prag und London
- Feigl, Fritz (1891–1971), österreichisch-brasilianischer Chemiker, Tüpfelmethode
- Feigl, Georg (1890–1945), deutscher Mathematiker
- Feigl, Günther C. (* 1968), österreichischer Neurochirurg
- Feigl, Helmuth (1926–2008), österreichischer Historiker und Archivar
- Feigl, Herbert (1902–1988), österreichisch-amerikanischer Philosoph
- Feigl, Hieronymus († 1551), österreichischer Zisterzienser und Abt des Stiftes Heiligenkreuz
- Feigl, Hugo (1889–1961), tschechoslowakisch-US-amerikanischer Galerist
- Feigl, Peter (* 1951), österreichischer Tennisspieler
- Feigl, Sigi (* 1961), österreichischer Jazzmusiker, Bigband-Leader und Konzertveranstalter
- Feigl, Walter (1906–1972), österreichischer Fußballspieler
- Feigler, Fritz (1889–1948), deutscher Maler und Graphiker
- Feiglin, Mosche (* 1962), israelischer PolitikerMosche Feiglin (* 1962)

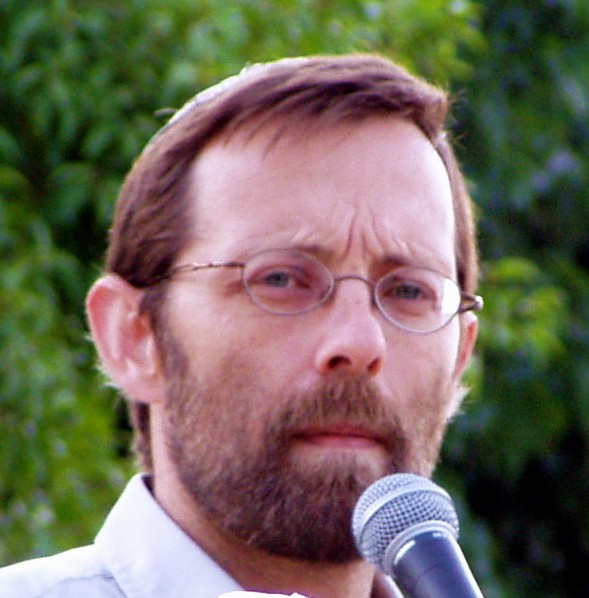
Mosche Feiglin (* 1962)

- Feiglstorfer, Hubert (* 1967), österreichischer Architekt und Hochschullehrer
- Feign, Larry (* 1955), amerikanischer Cartoonist in Hongkong
- Feigt, Hardy (* 1984), deutscher Fußballspieler

### Feih
- Feih, Karl (1890–1956), deutscher Kaufmann und Politiker (Zentrum, CDU), MdL, Oberbürgermeister von Oberhausen
- Feihl, Eugen (1889–1964), deutscher Journalist und Diplomat

### Feij
- Feijen, Loek (1930–2013), niederländischer Fußballspieler
- Feijen, Niels (* 1977), niederländischer Poolbillardspieler
- Feijertag, Wladimir Borissowitsch (1931–2024), sowjetisch-russischer Jazzautor und Veranstalter
- Feijó, António (1859–1917), portugiesischer Diplomat und Dichter
- Feijoo, Benito Jerónimo (1676–1764), spanischer Ordensgeistlicher und Gelehrter, Vorläufer der Aufklärung
- Feijoó, Daniela (* 1997), peruanische Schauspielerin
- Feijter, Cor de (1907–1988), niederländischer Schachkomponist

### Feik
- Feik, Daniel (* 1986), österreichischer Komponist, Choreograph, Autor und Schauspieler
- Feik, Eberhard (1943–1994), deutscher SchauspielerEberhard Feik (1943–1994)

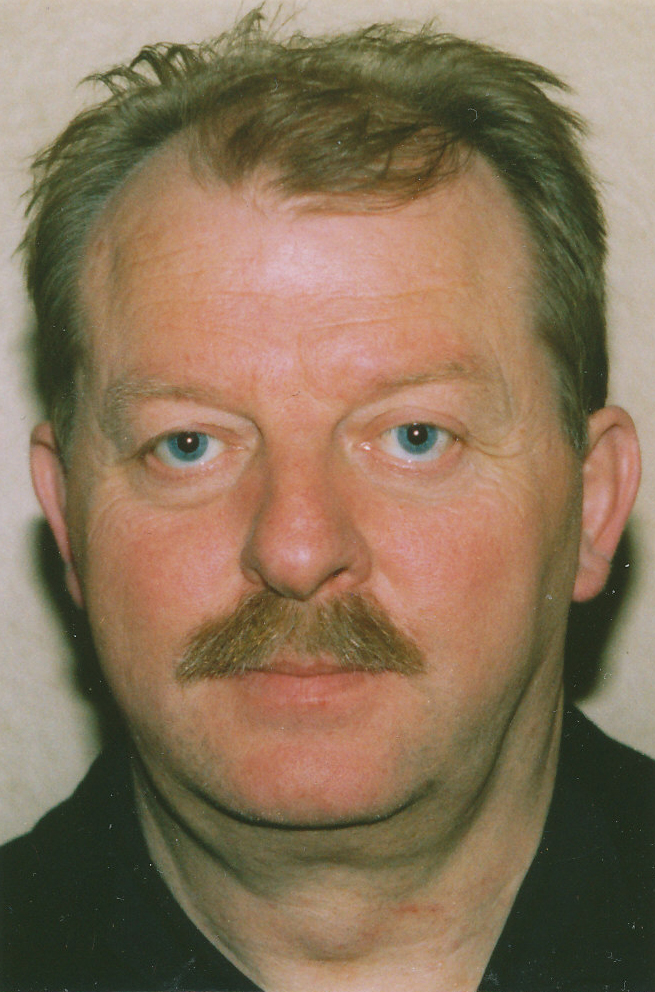
Eberhard Feik (1943–1994)

- Feik, Florian (* 1989), österreichischer Theater- und Filmschauspieler
- Feike, Katharina (* 1976), deutsche Politikerin (SPD)
- Feikes, Lieselotte (1923–2008), deutsche Chemikerin
- Feikl, Stanislav (1883–1933), tschechischer Maler
- Feiks, Antje (* 1979), deutsche Politikerin (Die Linke), MdL

### Feil
- Feil, Alex (* 1977), deutscher Filmregisseur und Editor
- Feil, Arnold (1925–2019), deutscher Musikwissenschaftler
- Feil, Ernst (1932–2013), deutscher römisch-katholischer Theologe
- Feil, Eugen (1879–1920), deutscher Politiker
- Feil, Friederike (* 1986), deutsche Hindernisläuferin und Ernährungswissenschaftlerin
- Feil, Georg (* 1943), deutscher Filmproduzent und Autor
- Feil, Johann (1896–1957), österreichischer SS-Oberführer
- Feil, Ludwig (1910–1980), deutscher Maler und Grafiker
- Feil, Manuel (* 1994), deutscher Fußballspieler
- Feil, Naomi (1932–2023), deutschamerikanische Gerontologin und ehemalige Off-Broadway-Schauspielerin
- Feil, Noah (* 1998), deutscher Fußballspieler
- Feil, Peter (1962–2018), deutscher Jazzmusiker (Posaune, Arrangement)
- Feil, Wolfgang (* 1956), österreichischer Chirurg
- Feil, Wolfgang (* 1959), deutscher Ernährungswissenschaftler
- Feilacher, Johann (* 1954), österreichischer Bildhauer, Psychiater
- Feilbogen, Franziska (1873–1927), österreichische Literaturwissenschaftlerin, Übersetzerin und Schriftstellerin
- Feilbogen, Siegmund (1858–1928), österreichischer Jurist, Nationalökonom
- Feilchenfeld, Alfred (1860–1923), jüdischer Schuldirektor und Autor
- Feilchenfeld, Bernhard (1858–1934), deutscher Kaufmann
- Feilchenfeld, Fabian (1827–1910), deutscher Rabbiner
- Feilchenfeld, Max (1852–1922), österreichischer Bankier
- Feilchenfeld, Werner (1895–1985), deutsch-US-amerikanischer Unternehmensberater und Jurist
- Feilchenfeld, Wolf (1827–1913), deutscher Rabbiner
- Feilchenfeld-Fales, Walter (1896–1953), deutscher Pädagoge und Philosoph
- Feilchenfeldt, Cécile (* 1973), Schweizer Strick- und Textildesignerin
- Feilchenfeldt, Konrad (* 1944), schweizerisch-deutscher LiteraturwissenschaftlerKonrad Feilchenfeldt (* 1944)

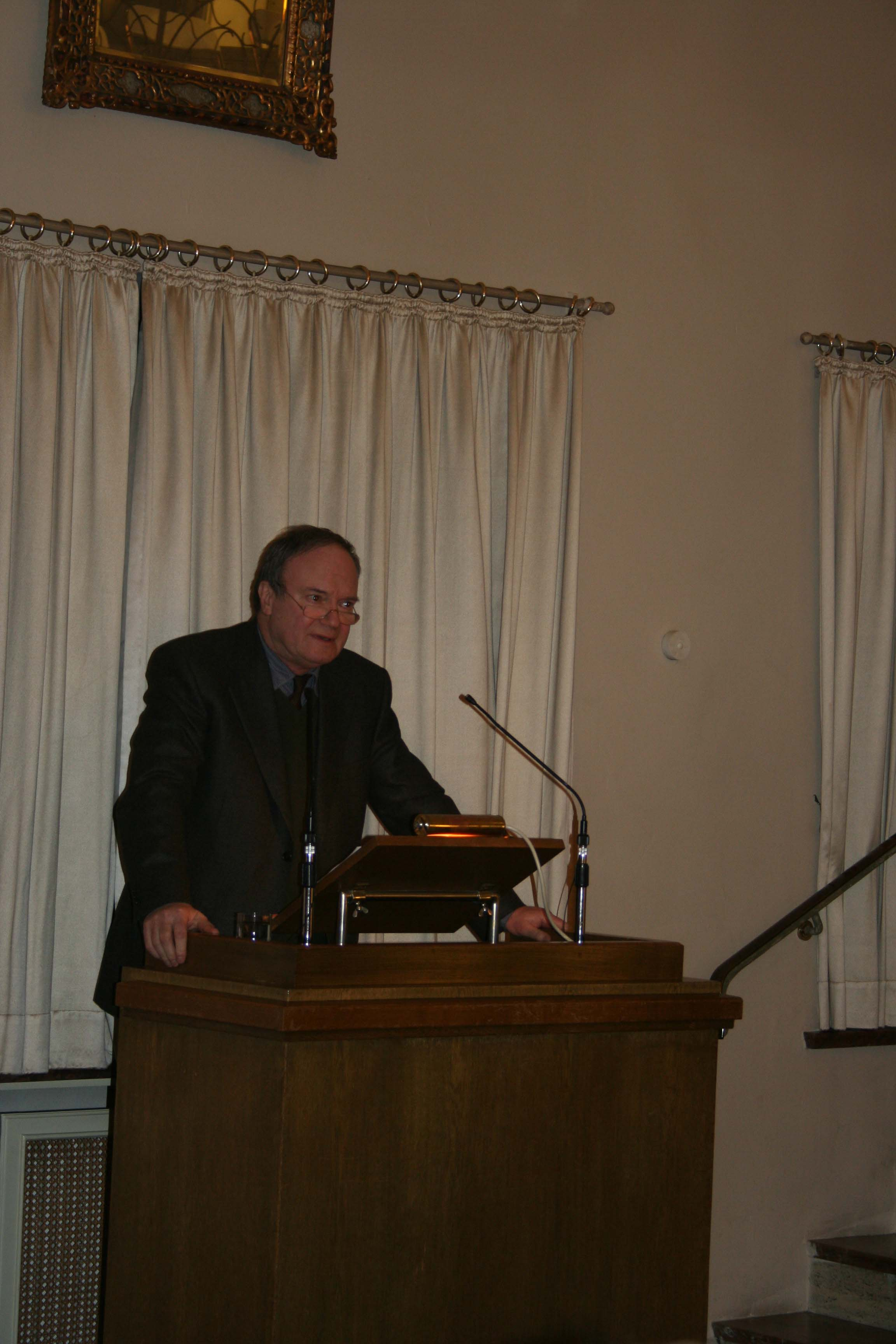
Konrad Feilchenfeldt (* 1944)

- Feilchenfeldt, Walter (1894–1953), deutscher Verleger und Galerist
- Feilchenfeldt, Walter junior (* 1939), Schweizer Kunsthändler, Sammler und Kunstforscher
- Feilcke, Burkhard (* 1969), deutscher Jurist, Richter am Bundesgerichtshof
- Feilcke, Jochen (* 1942), deutscher Politiker (CDU), MdA, MdB
- Feilcke, Johanna-Gerlinde (1934–2015), deutsche Politikerin (CDU), MdHB
- Feild, JJ (* 1978), britisch-US-amerikanischer Schauspieler
- Feild, Reshad (1934–2016), britischer Sufi-Mystiker und spiritueller LehrerReshad Feild (1934–2016)

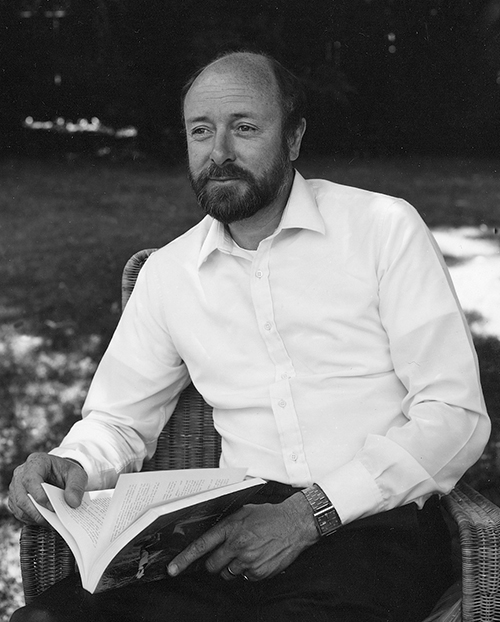
Reshad Feild (1934–2016)

- Feilding, Alexander, 12. Earl of Denbigh (* 1970), britischer Adliger
- Feilding, Geoffrey (1866–1932), britischer Generalmajor
- Feilding, William, Viscount Feilding (1760–1799), britischer Offizier und Politiker
- Feile, Peter (1899–1972), deutscher Architekt und Vertreter des „Neuen Bauens“
- Feile, Peter (* 1939), deutscher Politiker (SPD), MdB
- Feilen, Jean-Baptist (1904–1991), deutscher KPD-Funktionär und Widerstandskämpfer
- Feilen, Petra (* 1978), deutsche Schauspielerin
- Feiler, Arthur (1879–1942), deutscher Wirtschaftsjournalist
- Feiler, Dror (* 1951), schwedisch-israelischer Musiker und Aktivist
- Feiler, Emil (* 1889), deutscher Fußballspieler
- Feiler, Erich (1882–1940), deutscher Zahnmediziner
- Feiler, Eva, britische Schauspielerin, Off-Sprecherin und Synchronsprecherin
- Feiler, Gustav (1908–1980), deutscher Staatsanwalt und Rechtswissenschaftler
- Feiler, Heinrich (1895–1969), deutscher Jurist und Landrat
- Feiler, Hertha (1916–1970), österreichische SchauspielerinHertha Feiler (1916–1970)

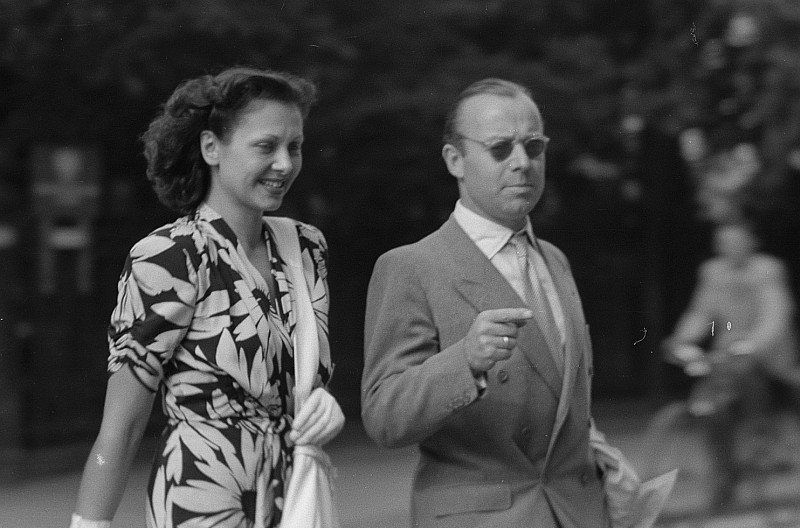
Hertha Feiler (1916–1970)

- Feiler, Klaus (* 1954), deutscher Volkswirtschaftler und parteiloser politischer Beamter
- Feiler, Manfred (1925–2020), deutscher Maler, Grafiker und Illustrator
- Feiler, Max Christian (1904–1973), deutscher Musiker, Schriftsteller, Theatermusiker, Theaterautor und Theaterkritiker
- Feiler, Uta (* 1941), deutsche Schmuck- und Metallgestalterin
- Feiler, Uwe (* 1965), deutscher Politiker (CDU), MdB
- Feiler, Walter (1906–1989), deutscher Geigenbauer
- Feiler-Kramer, Anke (* 1967), deutsche Archäologin, Betriebswirtin und Freischaffende Künstlerin
- Feilhaber, Benny (* 1985), US-amerikanischer Fußballspieler
- Feilhuber, Jakob (1912–1959), deutscher Ringer
- Feili, Payam (* 1985), iranischer Dichter, Aktivist und Schriftsteller
- Feiling, C. E. (1961–1997), argentinischer Schriftsteller
- Feiling, Keith (1884–1977), britischer Historiker
- Feilitsch, Heinrich von (1856–1932), deutscher Reichsgerichtsrat
- Feilitzsch, Alexander von (1870–1947), deutscher Verwaltungsjurist und Bezirksamtmann
- Feilitzsch, Artúr (1859–1925), ungarischer Politiker, Förster und Ackerbauminister
- Feilitzsch, Ernst Christoph von (1667–1715), königlich-polnischer und kurfürstlich-sächsischer Generalmajor
- Feilitzsch, Fabian von († 1520), deutscher Adliger
- Feilitzsch, Franz von (* 1944), deutscher Physiker
- Feilitzsch, Friedrich von (1858–1942), Politiker im Fürstentum Schaumburg-Lippe und dessen letzter Staatsminister
- Feilitzsch, Karl Adam Heinrich von (1701–1768), erster Chef des Invalidenkorps und Kommandant des Invalidenhauses in Berlin
- Feilitzsch, Karl von (1901–1981), deutscher Komponist
- Feilitzsch, Maximilian von (1834–1913), bayerischer Staatsminister des InnernMaximilian von Feilitzsch (1834–1913)

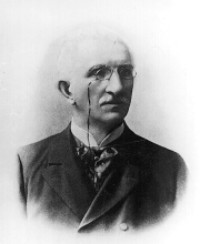
Maximilian von Feilitzsch (1834–1913)

- Feilitzsch, Ottokar von (1817–1885), deutscher Physiker
- Feilitzsch, Urban Caspar von (1586–1649), deutscher Jurist, Gesandter bei den Westfälischen Friedensverhandlungen
- Feilitzsch, Wilhelm Christian Ernst von (1752–1835), sächsischer Generalleutnant
- Feilke, Helmuth (* 1959), deutscher Linguist und Hochschullehrer
- Feillet, Bruno (* 1959), französischer Geistlicher, römisch-katholischer Bischof von Sées
- Feillu, Brice (* 1985), französischer Radrennfahrer
- Feillu, Romain (* 1984), französischer Radrennfahrer
- Feilman, Margaret (1921–2013), australische Architektin und Stadtplanerin
- Feilmayr, Franz (1870–1934), deutscher Politiker (Zentrum), MdR
- Feilmeier, Manfred (* 1941), deutscher Versicherungsmathematiker, Informatiker und Unternehmer
- Feilmoser, Andreas Benedict (1777–1831), österreichischer katholischer Theologe und Hochschullehrer
- Feilner, Anna (1863–1929), deutsche Fotografin
- Feilner, Hildegunde (1918–2007), deutsche Diplomatin und Botschafterin
- Feilner, Jean Baptiste (1844–1912), deutscher Fotograf
- Feilner, Johann Everhard (1802–1869), deutscher Zeichner, Daguerreotypist und Fotograf
- Feilner, Simon (1726–1798), deutscher Stuckateur, Porzellanmaler und Modelleur
- Feilner, Tobias (1773–1839), deutscher Tonwarenfabrikant
- Feils, Georg (* 1953), deutscher Musiker und Autor
- Feilzer, Heinz (1928–2022), deutscher römisch-katholischer Theologe
- Feilzer, Horst (1957–2009), deutscher Fußballspieler

### Fein
- Fein, Adrian (* 1999), deutscher FußballspielerAdrian Fein (* 1999)

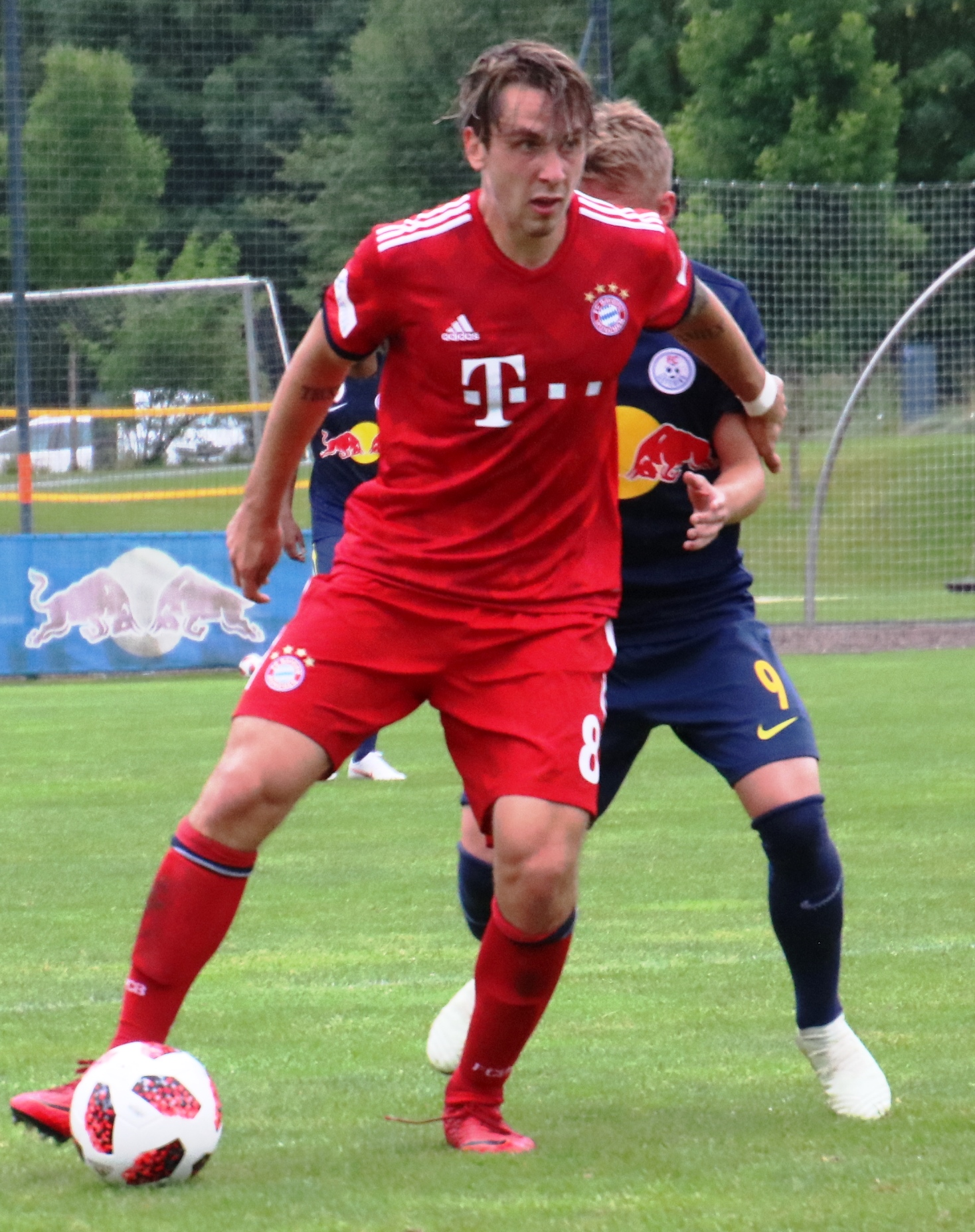
Adrian Fein (* 1999)

- Fein, Benjamin (1887–1962), US-amerikanischer Mobster
- Fein, Christoph Friedrich († 1761), deutscher evangelischer Prediger
- Fein, Eduard (1813–1858), deutscher Jurist
- Fein, Egon (1928–2006), deutscher Journalist und Buchautor
- Fein, Franz (1896–1947), österreichischer Übersetzer
- Fein, Georg (1803–1869), deutscher Publizist und demokratischer Politiker des Vormärz, Gründer und Organisator von Arbeiterbildungsvereinen
- Fein, Georg senior (1755–1813), Bürgermeister der Stadt Helmstedt
- Fein, Joel (1944–2007), US-amerikanischer Tonmeister
- Fein, Maria (1892–1965), österreichische Schauspielerin
- Fein, Otto (1895–1953), deutscher Konteradmiral der Kriegsmarine
- Fein, Raymond (* 1950), Schweizer Kommunikationsberater, Moderator und Pianist
- Fein, Robert (1907–1975), österreichischer Gewichtheber und Olympiasieger
- Fein, Sylvia (1919–2024), US-amerikanische Malerin
- Fein, Walter (1903–1984), deutscher Schauspieler bei Bühne und Fernsehen sowie Hörspielsprecher
- Fein, Wilhelm Emil (1842–1898), deutscher Erfinder und UnternehmerWilhelm Emil Fein (1842–1898)

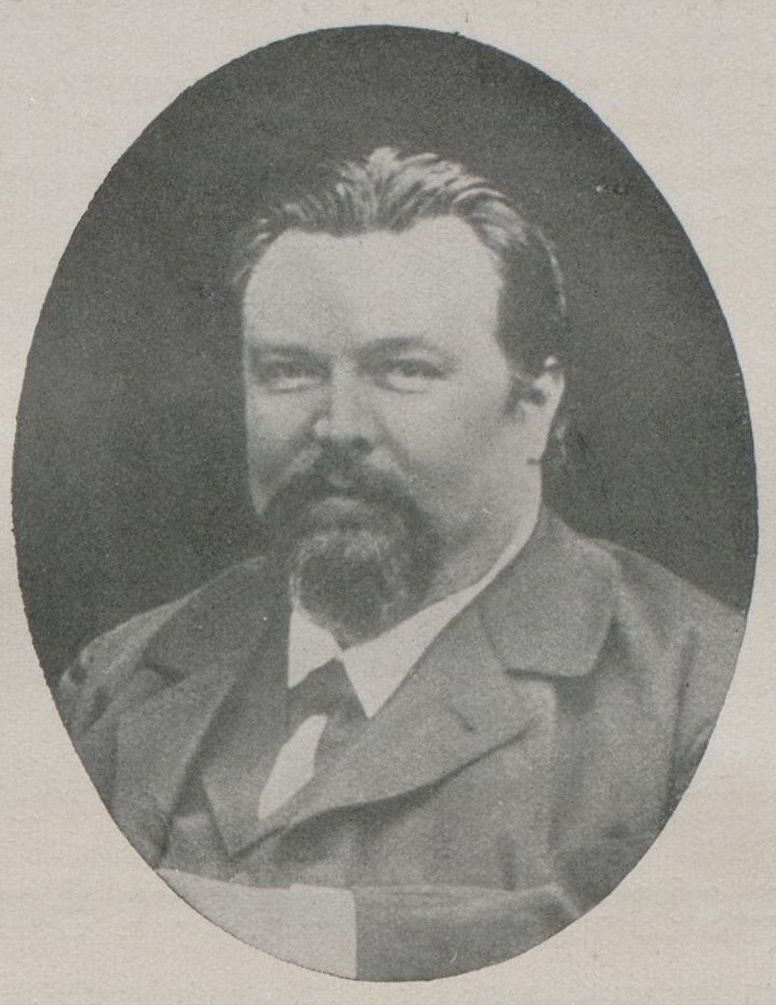
Wilhelm Emil Fein (1842–1898)

- Feinaigle, Gregor von (1760–1819), deutscher Mnemoniker und römisch-katholischer Mönch
- Feinberg, Aaron (* 1981), US-amerikanischer Inline-Skater
- Feinberg, Alan (* 1950), US-amerikanischer Pianist und Musikpädagoge
- Feinberg, Anat (* 1951), israelische Literaturwissenschaftlerin
- Feinberg, Avshalom (1889–1917), Anführer des jüdisch-zionistischen Spionagerings NILI
- Feinberg, David B. (1956–1994), US-amerikanischer Autor und AIDS-Aktivist
- Feinberg, Gerald (1933–1992), US-amerikanischer Physiker an der Columbia University und Futurologe
- Feinberg, Jewgeni Lwowitsch (1912–2005), russischer theoretischer Physiker
- Feinberg, Joel (1926–2004), US-amerikanischer Philosoph
- Feinberg, Lawrence I. (1942–2009), US-amerikanischer Papyrologe
- Feinberg, Leslie (1949–2014), US-amerikanische Autorin und Aktivistin
- Feinberg, Michael (* 1987), US-amerikanischer Jazzmusiker
- Feinberg, Samuil Jewgenjewitsch (1890–1962), russischer Pianist und Komponist ukrainischer Herkunft
- Feinberg, Sarah E. (* 1977), US-amerikanische Politologin, öffentliche Bedienstete, ehemalige Administratorin der amerikanischen Eisenbahnbehörde Federal Railroad Administration
- Feinberg, Saweli Moissejewitsch (1910–1973), sowjetischer Physiker
- Feinberg, Stephen (* 1960), US-amerikanischer Hedge-Fonds-Manager und Milliardär
- Feinberg, Wilfred (1920–2014), US-amerikanischer Jurist
- Feinberg, Wladimir Jakowlewitsch (1926–2010), sowjetischer bzw. russischer Physiker
- Feinberg-Mngomezulu, Sacha (* 2002), südafrikanischer Rugby-Union-Spieler
- Feinberg-Sereni, Ada (* 1930), israelische Politikerin und Pädagogin
- Feinbier, Marcus (* 1969), deutscher FußballspielerMarcus Feinbier (* 1969)

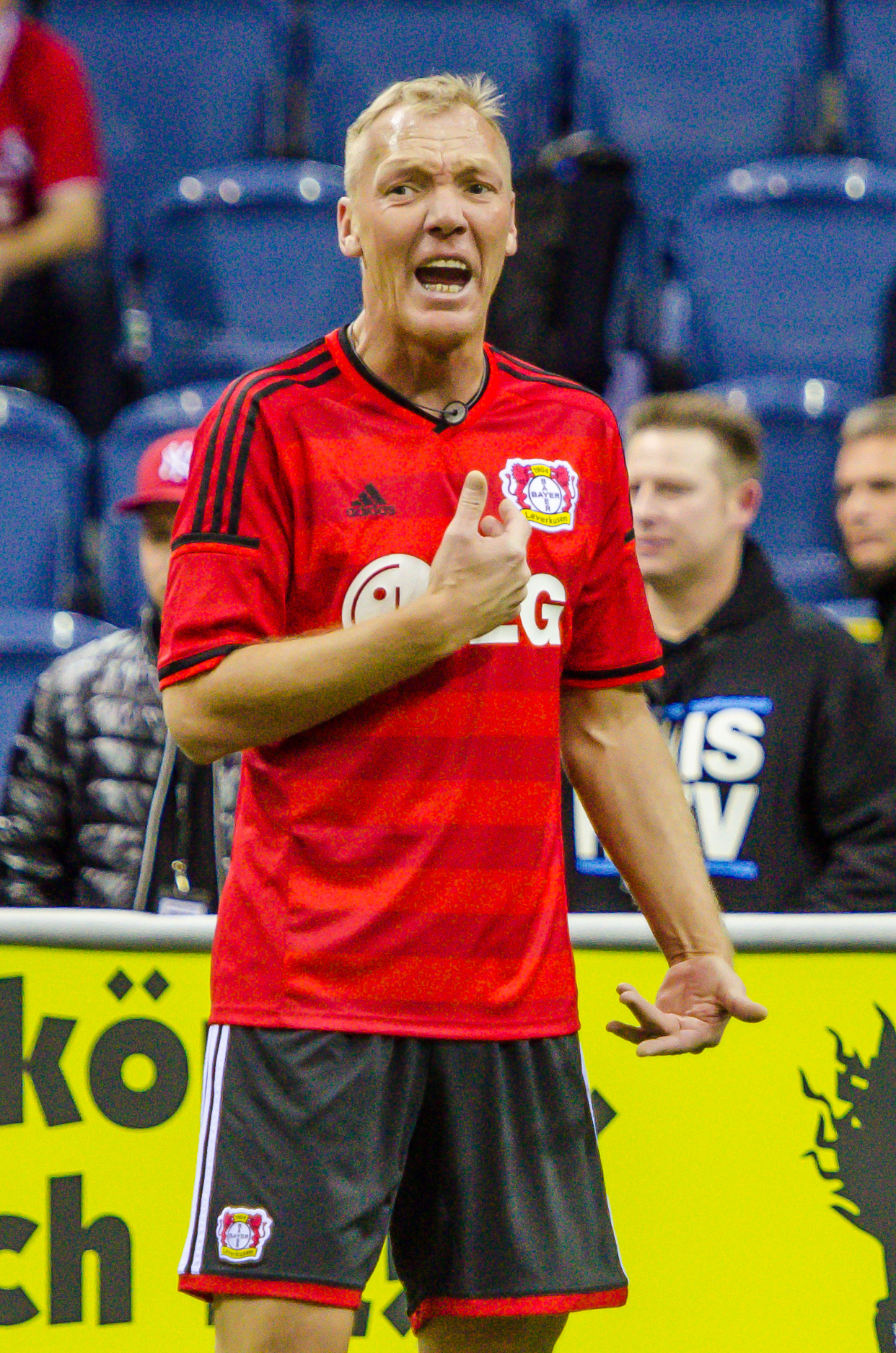
Marcus Feinbier (* 1969)

- Feind, Barthold (1678–1721), deutscher Dichter von Operntexten und Satiren
- Feindler, Michael (* 1989), deutscher Dichter und Kabarettist
- Feindouno, Pascal (* 1981), guineischer Fußballspieler
- Feindt Eißner, Konstanze (* 1966), deutsche Bildhauerin und Zeichnerin
- Feindt, Cilly (1909–1999), deutsche Schauspielerin und artistische Kunstreiterin
- Feindt, Hans (1920–2012), deutscher Politiker (CDU), MdL
- Feindt, Hans-Arend (1921–2002), deutscher Marineoffizier, Konteradmiral der Bundesmarine
- Feindt, Jan (* 1975), deutscher Illustrator und Comic-Zeichner
- Feindt, Johann (* 1951), deutscher Kameramann, Regisseur und Drehbuchautor
- Feindt, Jürgen (1930–1978), deutscher Tänzer und Schauspieler
- Feindt, Wolfgang (1964–2024), deutscher Filmproduzent und Redakteur
- Feindura, Yolanda (* 1945), deutsche Malerin
- Feine, Gerhart (1894–1959), deutscher Diplomat
- Feine, Hans (1854–1918), deutscher Militärjurist
- Feine, Hans Erich (1890–1965), deutscher Rechtswissenschaftler
- Feine, Paul (1859–1933), deutscher evangelischer Theologe
- Feine, Ulrich (1925–2018), deutscher Arzt und Hochschullehrer
- Feineis, Dieter Michael (1945–2021), deutscher römisch-katholischer Geistlicher und Kirchenhistoriker
- Feineis, Harald (* 1951), deutscher Politiker (AfD), Mitglied in der Hamburgischen Bürgerschaft
- Feineis, Wilhelm (* 1873), deutscher Postbeamter und Präsident der Reichspostdirektion Augsburg
- Feinendegen, Ludwig (1895–1975), Oberkreisdirektor im Landkreis Kempen-Krefeld
- Feinendegen, Ludwig E. (1927–2024), deutscher StrahlenmedizinerLudwig E. Feinendegen (1927–2024)

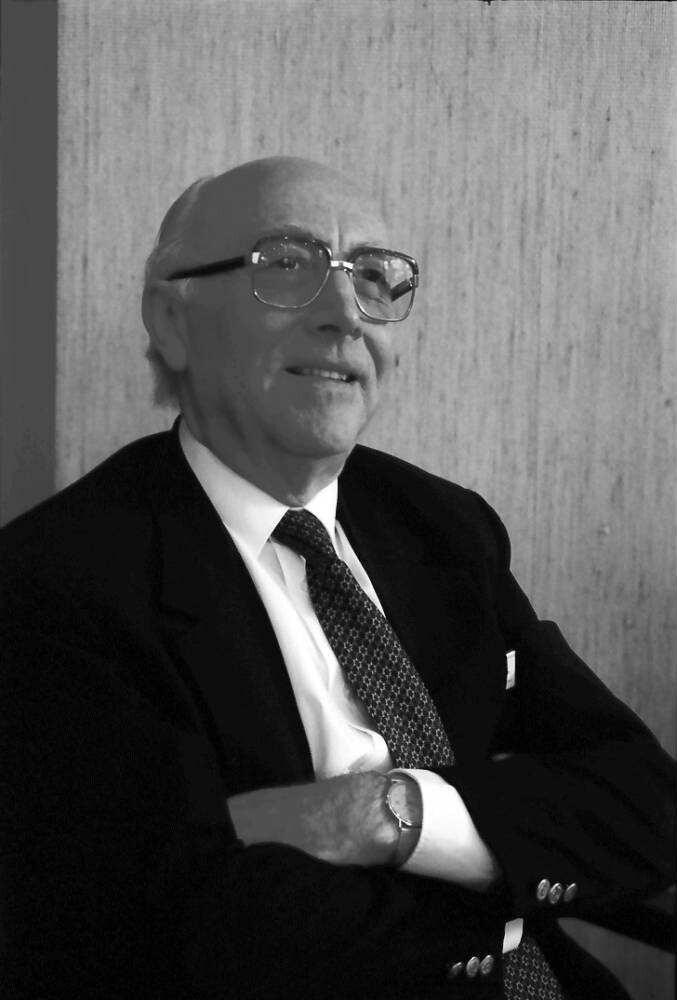
Ludwig E. Feinendegen (1927–2024)

- Feinendegen, Reinhard (1932–2012), deutscher Gymnasiallehrer und Heimatforscher
- Feinendegen, Wolfgang (* 1930), deutscher Jurist und Politiker (CDU), MdB
- Feiner, Fabian (* 1975), deutscher Dokumentarfilmer und Filmeditor
- Feiner, Fabian (* 2006), österreichischer Fußballspieler
- Feiner, Hermann (1888–1944), österreichischer Schauspieler, Sänger, Regisseur und Theaterleiter
- Feiner, Janik (* 1994), Schweizer Unihockeyspieler
- Feiner, Johannes (1909–1985), Schweizer katholischer Theologe
- Feiner, Michael (* 1959), deutscher Diplomat
- Feiner, Ruth (1909–1954), deutsche Schriftstellerin
- Feiner, Scott (1968–2023), US-amerikanischer Jazzmusiker (Gitarre, Tambourin)
- Feiner, Tilly (* 1890), österreichische Sängerin, Film- und Bühnenschauspielerin
- Feiner, Yehiel (1909–2001), jüdischer Auschwitzhäftling und Schriftsteller
- Feiner-Aßmus, Hertha (1896–1943), Opfer des Holocaust
- Feinerman, Isaak Borissowitsch (1863–1925), russischer Publizist und Filmdramaturg
- Feingold, Anna († 1940), einzige Frau, die im von deutschen Truppen während des Zweiten Weltkrieges besetzten Teils Polens jemals einem Judenrat vorgestanden hat
- Feingold, Esther (* 1965), Schweizer Sopranistin und Saxophonistin
- Feingold, Marko (1913–2019), österreichischer Holocaustzeuge, Präsident der Israelitischen Kultusgemeinde SalzburgMarko Feingold (1913–2019)

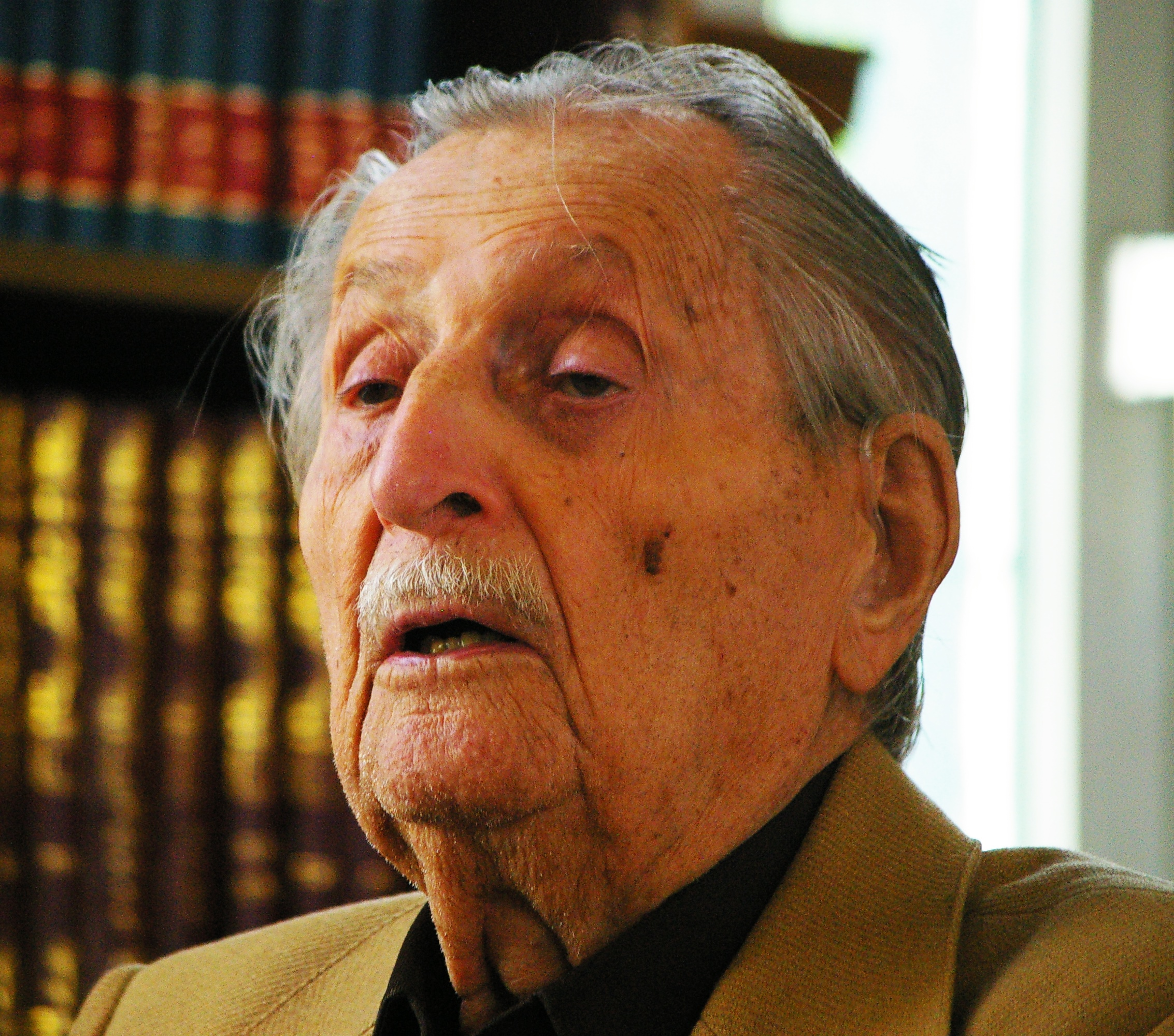
Marko Feingold (1913–2019)

- Feingold, Mei (* 1982), israelische Sängerin
- Feingold, Russ (* 1953), US-amerikanischer Politiker
- Feinhals, Fritz (1869–1940), deutscher Opernsänger (Bariton) und Königlich-Bayerischer Kammersänger in München
- Feinhals, Josef (1867–1947), deutscher Unternehmer (Tabakhändler), Kunstmäzen und Sammler
- Feinhals, Joseph (1871–1953), deutscher Gewerkschafter und Mitglied des Provisorischen Nationalrats
- Feinig, Anton (* 1971), österreichischer Jazzmusiker, Komponist und Produzent
- Feinig, Michael (1883–1932), österreichischer Politiker, Abgeordneter zum Kärntner Landtag
- Feinig, Stefan (* 1987), österreichischer Schriftsteller
- Feiniler, Lena (* 1993), deutsche Handballspielerin
- Feiniler, Walter (* 1968), deutscher Politiker (SPD), MdL
- Feininger, Andreas (1906–1999), US-amerikanischer Fotograf
- Feininger, Bernd (* 1948), römisch-katholischer Theologe und Literaturwissenschaftler
- Feininger, Julia (1880–1970), deutsch-amerikanische Künstlerin, Schülerin am Bauhaus und Publizistin
- Feininger, Laurence (1909–1976), deutsch-italienischer Musikhistoriker und Priester
- Feininger, Lore (1901–1991), deutsche Fotografin
- Feininger, Lyonel (1871–1956), deutsch-amerikanisch-französischer Karikaturist und MalerLyonel Feininger (1871–1956)

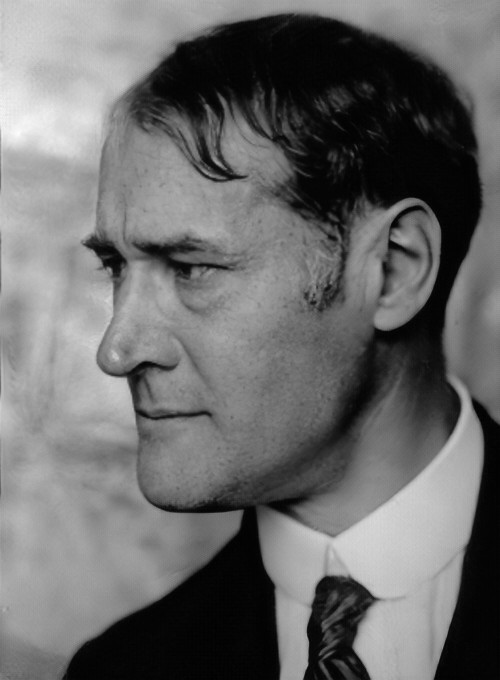
Lyonel Feininger (1871–1956)

- Feininger, Theodore Lux (1910–2011), deutsch-amerikanischer Fotograf und Maler
- Feinlein, Johann Christoph, deutscher Statthalter, Kunsttischler, Kupferstecher und Architekturtheoretiker
- Feinler, Elizabeth (* 1931), amerikanische Informationswissenschaftlerin
- Feinmann, Eduardo (* 1958), argentinischer Journalist und Moderator
- Feinmann, José Pablo (1943–2021), argentinischer Philosoph und Schriftsteller
- Feinstein, Alvan R. (1925–2001), US-amerikanischer Mediziner
- Feinstein, Andrew (* 1964), südafrikanischer Politiker und Sachbuchautor
- Feinstein, Barry (1931–2011), US-amerikanischer Fotograf
- Feinstein, Dianne (1933–2023), US-amerikanische Politikerin
- Feinstein, Diego H. (* 1943), argentinischer Komponist, Pianist und Kunsthistoriker
- Feinstein, Elaine (1930–2019), britische Schriftstellerin
- Feinstein, Genevieve Grotjan (1913–2006), US-amerikanische Mathematikerin und Kryptologin
- Feinstein, Harold (1931–2015), US-amerikanischer Fotograf
- Feinstein, Irving († 1939), US-amerikanischer Gangster in New York City
- Feinstein, Michael (* 1956), US-amerikanischer SängerMichael Feinstein (* 1956)

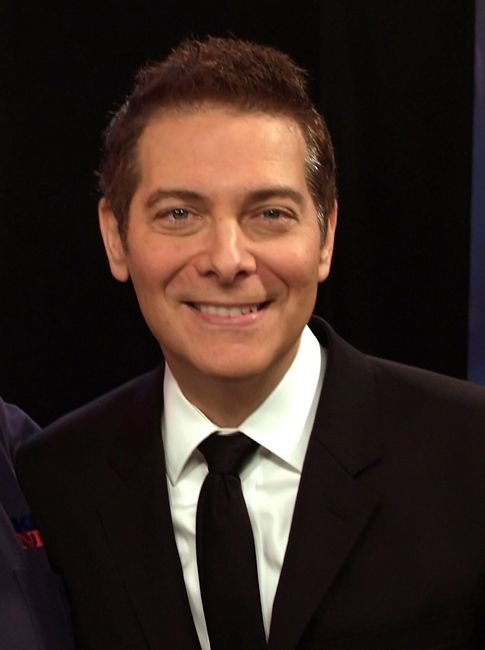
Michael Feinstein (* 1956)

- Feinstein, Moshe (1895–1986), orthodoxer Rabbiner
- Feinstein, Pavel (* 1960), deutscher Maler russischer Herkunft
- Feinstein-Rosenberg, Clara (1915–2013), Schweizer Betriebswirtschafterin, Juristin und Frauenrechtlerin
- Feintuch, David (1944–2006), US-amerikanischer Science-Fiction-Autor
- Feinya Agustin, Anneke (* 1991), indonesische Badmintonspielerin
- Feinzaig Mintz, Eliécer (* 1965), costa-ricanischer Politiker

### Feio
- Feio, António (1954–2010), portugiesischer Schauspieler und Regisseur
- Feio, Diogo (* 1970), portugiesischer Politiker, MdEP
- Feio, Eduardo Rodrigues Areosa (1890–1969), portugiesischer Offizier

### Feir
- Feirberg, Miriam (* 1951), israelische Politikerin
- Feireisl, Eduard (* 1957), tschechischer Mathematiker
- Feireisl, Toni (* 1984), deutscher Basketballspieler
- Feireiss, Kristin (1942–2025), deutsche Kuratorin
- Feirstein, Bruce (* 1956), US-amerikanischer Drehbuchautor

### Feis
- Feis, Herbert (1893–1972), US-amerikanischer Historiker
- Feis, Oswald (1866–1940), deutscher Arzt und Medizinhistoriker
- Feisal Abdul Rauf (* 1948), ägyptisch-amerikanischer Imam, Autor und eine Persönlichkeit des interkonfessionellen Dialogs
- Feischl, Rudolf (1899–1985), österreichischer Maler, Grafiker und Kunstpädagoge
- Feise, Hannes (* 1996), deutscher Handballspieler
- Feise, Wilhelm (1865–1948), deutscher Gymnasiallehrer und Heimatforscher
- Feisel, Ronald (* 1958), deutscher Hörfunk- und Fernsehjournalist
- Feiss, Hugh (* 1939), US-amerikanischer Geistlicher und Historiker
- Feisser, Elias (1805–1865), niederländischer baptistischer Theologe
- Feißt, Werner O. (1929–2006), deutscher Fernsehmoderator und Journalist
- Feist (* 1976), kanadische Popsängerin und GitarristinFeist (* 1976)

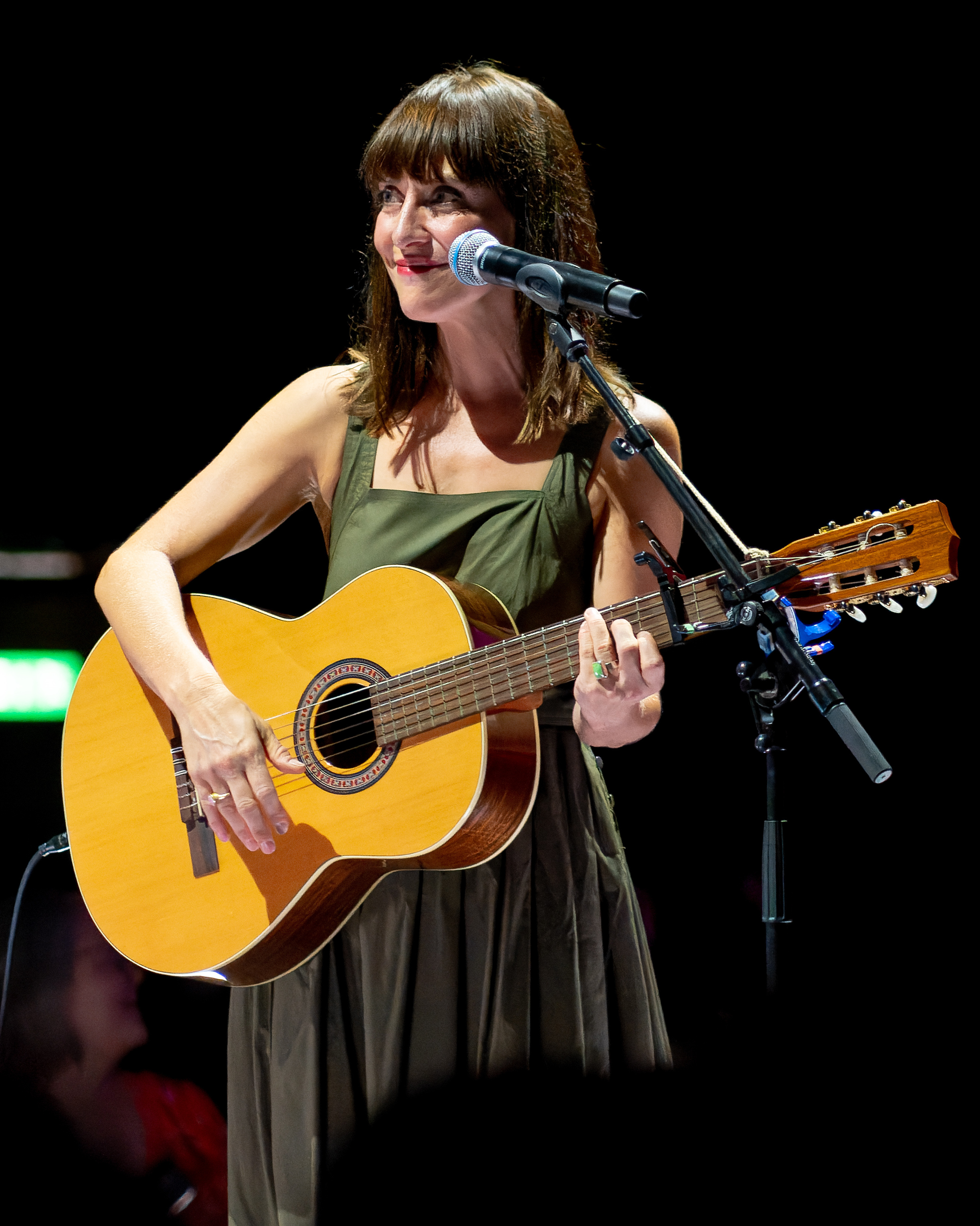
Feist (* 1976)

- Feist, Carsten (* 1969), deutscher Politiker (parteilos)
- Feist, Christian (* 1980), deutscher Schauspieler
- Feist, Emil (1924–1987), deutscher kleinwüchsiger Schauspieler und Clown
- Feist, Felix E. (1910–1965), US-amerikanischer Film- und Fernsehregisseur, Drehbuchautor
- Feist, Franz (1864–1941), deutscher Chemiker
- Feist, Gotthard (1906–1993), deutscher FDGB-Funktionär
- Feist, Günter (1929–2014), deutscher Kunsthistoriker, politisch Verfolgter in der DDR
- Feist, Hendrik (* 1983), deutscher Basketballspieler
- Feist, Hermine (1855–1933), deutsche Porzellansammlerin
- Feist, Hertha (1896–1990), deutsche Tänzerin
- Feist, Julia (* 1989), deutsche Wasserspringerin
- Feist, Karl (1876–1952), deutscher Chemiker
- Feist, Leo (1869–1930), US-amerikanischer Musikverleger
- Feist, Lucas, sächsischer Beamter, Dresdner Ratsherr und Bürgermeister
- Feist, Manfred (1930–2012), deutscher SED-Funktionär und Bruder Margot Honeckers
- Feist, Otto (1872–1939), deutscher Bildhauer und Hochschullehrer
- Feist, Peter (* 1960), deutscher Autor von Reiseführern, Neffe von Erich Honecker
- Feist, Peter H. (1928–2015), deutscher Kunsthistoriker
- Feist, Rainer (1945–2007), deutscher Admiral der Deutschen Marine
- Feist, Raymond (* 1945), US-amerikanischer Fantasy-SchriftstellerRaymond Feist (* 1945)

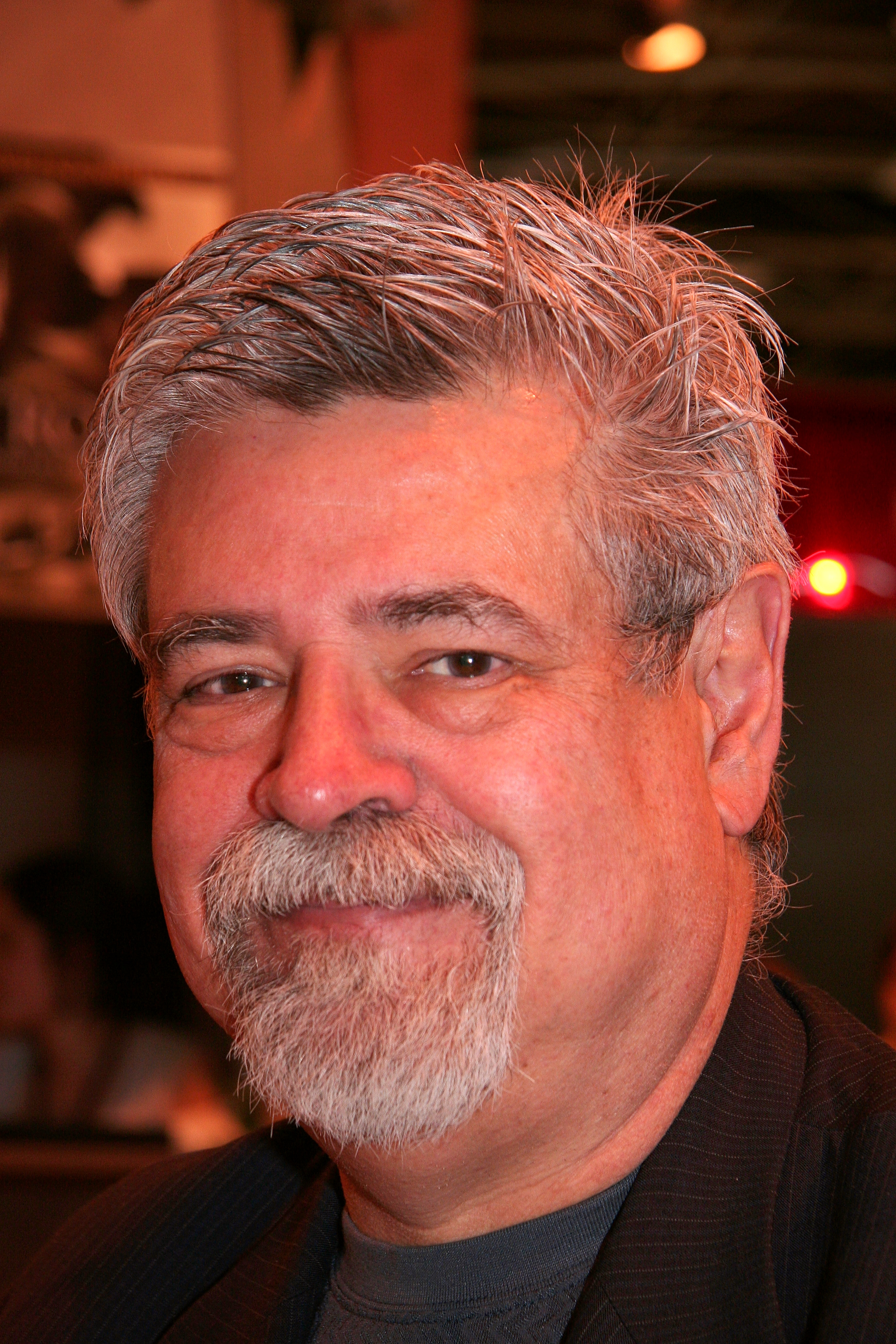
Raymond Feist (* 1945)

- Feist, Sabine (* 1985), deutsche Christliche Archäologin
- Feist, Sigmund (1865–1943), deutscher Sprachwissenschaftler
- Feist, Thomas (* 1965), deutscher Politiker (CDU), MdB
- Feist, Walter (1907–1978), deutscher Rennrodler
- Feist, Werner (* 1919), deutscher Straßenbauer und Politiker (LDPD), MdV
- Feist, Werner David (1909–1998), deutsch-kanadischer Fotograf
- Feist, Wolfgang (* 1954), deutscher Bauphysiker
- Feist-Altenkirch, Margot (1923–2011), deutsche Politikerin (SED), MdZK
- Feistauer, Jaroslav (* 1909), tschechoslowakischer Skisportler
- Feistauer, Josef (1893–1972), tschechoslowakischer Skilangläufer
- Feistel, Berthold (1834–1892), deutscher Buchdrucker und Zeitungsverleger
- Feistel, David (* 1824), deutscher Parlamentarier und Landwirt im Fürstentum Reuß älterer Linie
- Feistel, Gina (* 2003), deutsch-polnische Tennisspielerin
- Feistel, Heinrich (1828–1879), deutscher Parlamentarier und Jurist im Fürstentum Reuß älterer Linie
- Feistel, Horst (1915–1990), deutschamerikanischer Kryptologe
- Feistel, John (1872–1951), deutscher Theaterschauspieler
- Feistel, Max (1891–1956), deutscher Architekt
- Feistel, Reiner (* 1958), deutscher Balletttänzer, Choreograf und Ballettdirektor
- Feistel-Rohmeder, Bettina (1873–1953), deutsche Malerin und Publizistin, NS-Kunstideologin und -aktivistin
- Feister, Eberhard (1930–1987), deutscher Diplomat, Botschafter der DDR
- Feister, Fritz (1942–2024), deutscher Fußballspieler
- Feisthammel, Tobias (* 1988), deutscher Fußballspieler
- Feistkorn, Georg Wilhelm (1811–1843), deutscher Porzellan-, Genre- und Porträtmaler
- Feistl, Alexander (* 1985), deutscher Eishockeyspieler
- Feistl, Anton (1881–1961), österreichischer Politiker
- Feistl, Katinka (* 1972), deutsche Regisseurin
- Feistl, Martin (1996–2024), deutscher Extremkletterer
- Feistl, Walter (1898–1975), deutscher Schwimmer
- Feistle, Anton (1892–1963), deutscher Politiker (CSU), Mitglied der Verfassunggebenden Landesversammlung in Bayern und Bürgermeister
- Feistle, Ingo (* 1981), deutscher Fußballspieler
- Feistmann, Eugen (1859–1920), Landtagsabgeordneter Volksstaat Hessen
- Feistmann, Rudolf (1908–1950), deutscher Journalist
- Feistmantel, Rudolf von (1805–1871), österreichischer Forstwissenschaftler
- Feistmantl, Josef (1939–2019), österreichischer Rennrodler und Olympiasieger
- Feistner, Edith (* 1959), deutsche Germanistin
- Feistritzer, Lea (* 2006), deutsche Volleyballspielerin
- Feistritzer, Peter (1901–1947), österreichischer Offizier, SS-Oberführer, MdR und Gauleiter von Kärnten (1936–1938)
- Feistritzer, Ruth (* 1968), österreichische Politikerin (SPÖ), Landtagsabgeordnete in Kärnten
- Feistritzer, Walter (1920–1981), österreichischer Eishockeyspieler
- Feistritzer, Wolfgang (* 1978), österreichischer Kabarettist

### Feit
- Feit, Armin (1927–2012), deutscher Jurist
- Feit, Bernie (* 1969), österreichischer Theater-, Film- und Fernsehschauspieler
- Feit, Christian (1921–2017), deutscher Diplomat
- Feit, Hans (* 1904), deutscher Politiker (NSDAP)
- Feit, Luc (* 1962), luxemburgischer Schauspieler
- Feit, Pierre W. (* 1941), deutscher Hautboist und Musikprofessor
- Feit, Walter (1930–2004), US-amerikanischer Mathematiker
- Feit, Wilhelm (1867–1956), deutscher Chemiker
- Feitelberg, Sergei (1905–1967), lettisch-US-amerikanischer Nuklearmediziner und Physiker
- Feiten, Benedikt (* 1982), deutscher Schriftsteller
- Feiten, Heinrich (1835–1892), deutscher Weihbischof in Trier
- Feiten, Josef (1888–1957), deutscher Pädagoge und Schriftsteller
- Feitenhansl, Karl (1891–1951), sudetendeutscher Politiker (NSDAP), MdR und Mediziner
- Feitenhansl, Karl (1922–2004), deutscher Politiker (NPD), MdL
- Feiter, Franz-Josef (* 1938), deutscher Ministerialbeamter
- Feiter, Reinhard (* 1956), deutscher römisch-katholischer Theologe
- Feith, Andreas (* 1987), deutscher Jazzmusiker (Piano, Komposition)
- Feith, Anton (1872–1929), deutscher Orgelbauer
- Feith, Constant (1884–1958), niederländischer Fußball- und Cricketspieler, Richter
- Feith, Lara (* 1995), deutsche Schauspielerin
- Feith, Maria Catharina († 1740), niederländische Stifterin
- Feith, Norbert (* 1958), deutscher Politiker (CDU)
- Feith, Pieter (* 1945), niederländischer Diplomat und (seit 2001) Sonderbeauftragter der Europäischen Union im Kosovo
- Feith, Rhijnvis (1753–1824), niederländischer Dichter
- Feitig, Jakob (1883–1954), deutscher Politiker (SV)
- Feitler, Romain (* 1946), luxemburgischer Autorennfahrer
- Feitó Cabrera, Marta Elena, kubanische Politikerin
- Feito, Luis (1929–2021), spanischer Maler
- Feitor, Susana (* 1975), portugiesische Leichtathletin (Geherin)
- Feitosa, Ailson (* 1988), brasilianischer Sprinter
- Feitosa, Glaube (* 1973), brasilianischer Kampfsportler
- Feitosa, Roseli (* 1989), brasilianische Boxerin
- Feitoza, Arthur Silva (* 1995), brasilianischer Fußballspieler
- Feitshans, Buzz (* 1937), US-amerikanischer Filmproduzent
- Feitshans, Buzz IV (* 1959), US-amerikanischer Kameramann
- Feitshans, Fred R. junior (1909–1987), US-amerikanischer Filmeditor
- Feitshans, Rollin (1881–1952), US-amerikanischer Tennisspieler
- Feitzinger, Johannes (* 1939), deutscher Astrophysiker und langjähriger Direktor der Sternwarte und des Planetariums Bochum
- Feitzlmayr, Friedrich (1901–1976), österreichischer Politiker (fraktionslos), Mitglied des Bundesrates

### Feiw
- Feiwel, Berthold (1875–1937), zionistischer Politiker

### Feix
- Feix, Denis (* 1975), deutscher Koch
- Feix, Gerhard (1929–2006), deutscher Jurist, Kriminologe und Autor
- Feix, Günter (* 1934), deutscher Biologe
- Feix, Josef (* 1908), deutscher Gymnasiallehrer (Altphilologe) und Übersetzer
- Feix, Karl (1919–1963), österreichisch-deutscher Skirennläufer
- Feix, Reinhold (1909–1969), deutscher SS-Oberscharführer und Kommandant des Zwangsarbeitslagers Budzyń
- Feix, Robert (1893–1973), IndustriellerRobert Feix (1893–1973)

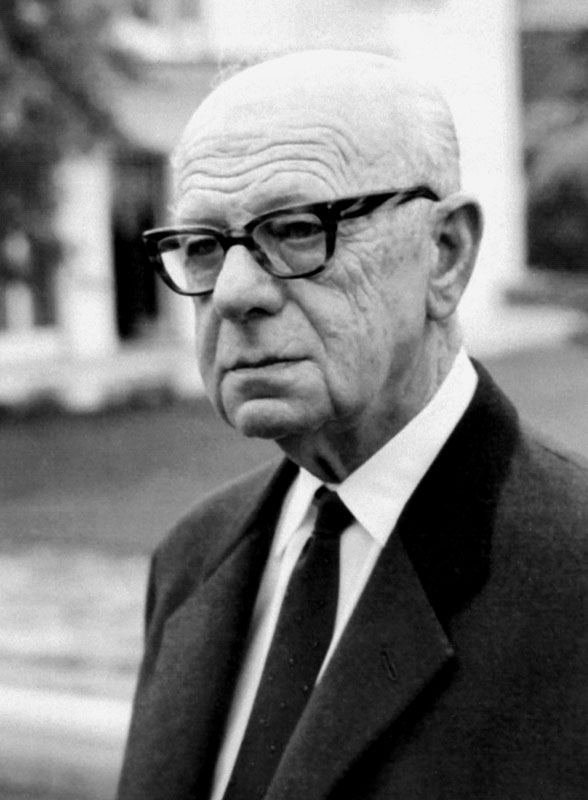
Robert Feix (1893–1973)

### Feiz
- Feizi, Ten (* 1937), britische Medizinerin, Molekularbiologin und Biochemikerin
- Feizlmayr, Adolf (* 1937), österreichischer Ingenieur
- Feizollahi, Arshia (* 2004), iranischer Volleyballspieler